# Japán a 2016. évi nyári olimpiai játékokon
Japán a brazíliai Rio de Janeiróban megrendezett 2016. évi nyári olimpiai játékok egyik részt vevő nemzete volt. Az országot az olimpián 30 sportágban 336 sportoló képviselte, akik összesen 41 érmet szereztek. A záróünnepségen megjelent az ország miniszterelnöke, Abe Sinzó is, Super Mariónak öltözve, a 2020. évi nyári olimpiai játékokat rendező Tokió képviselőjeként.

## Érmesek
| Érem  | Versenyző | Sportág       | Versenyszám              | Dátum         |
| ----- | --- | ------------- | ------------------------ | ------------- |
| Arany | Tószaka Eri | Birkózás      | Női szabadfogású 48 kg   | augusztus 17. |
| Arany | Icsó Kaori | Birkózás      | Női szabadfogású 58 kg   | augusztus 17. |
| Arany | Kavai Riszako | Birkózás      | Női szabadfogású 63 kg   | augusztus 18. |
| Arany | Dosó Szara | Birkózás      | Női szabadfogású 69 kg   | augusztus 17. |
| Arany | Óno Sóhei | Cselgáncs     | Férfi könnyűsúly         | augusztus 8.  |
| Arany | Baker Masú | Cselgáncs     | Férfi középsúly          | augusztus 10. |
| Arany | Tacsimoto Haruka | Cselgáncs     | Női középsúly            | augusztus 10. |
| Arany | Macutomo Miszaki Takahasi Ajaka                                                                                      | Tollaslabda   | Női páros                | augusztus 18. |
| Arany | Ucsimura Kóhei | Torna         | Férfi egyéni összetett   | augusztus 10. |
| Arany | Sirai Kenzó Tanaka Júszuke Jamamuro Kódzsi Ucsimura Kóhei Kató Rjóhei                                                | Torna         | Férfi csapat összetett   | augusztus 8.  |
| Arany | Hagino Kószuke | Úszás         | Férfi 400 m vegyes       | augusztus 6.  |
| Arany | Kanetó Rie | Úszás         | Női 200 m mell           | augusztus 11. |
| Ezüst | Niva Kóki Mizutani Dzsun Josimura Maharu                                                                             | Asztalitenisz | Férfi csapat             | augusztus 17. |
| Ezüst | Cambridge Aszuka Kirjú Josihide Jamagata Rjóta Iizuka Sóta                                                           | Atlétika      | Férfi 4 × 100 m váltó    | augusztus 19. |
| Ezüst | Óta Sinobu | Birkózás      | Férfi kötöttfogású 59 kg | augusztus 14. |
| Ezüst | Higucsi Rei | Birkózás      | Férfi szabadfogású 57 kg | augusztus 19. |
| Ezüst | Josida Szaori | Birkózás      | Női szabadfogású 53 kg   | augusztus 18. |
| Ezüst | Haraszava Hiszajosi                                                                                                  | Cselgáncs     | Férfi nehézsúly          | augusztus 12. |
| Ezüst | Szakai Maszato | Úszás         | Férfi 200 m pillangó     | augusztus 10. |
| Ezüst | Hagino Kószuke | Úszás         | Férfi 200 m vegyes       | augusztus 11. |
| Bronz | Mizutani Dzsun | Asztalitenisz | Férfi egyes              | augusztus 11. |
| Bronz | Fukuhara Ai Isikava Kaszumi Itó Mima                                                                                 | Asztalitenisz | Női csapat               | augusztus 16. |
| Bronz | Arai Hirooki | Atlétika      | Férfi 50 km gyaloglás    | augusztus 19. |
| Bronz | Takato Naohisza | Cselgáncs     | Férfi légsúly            | augusztus 6.  |
| Bronz | Ebinuma Maszasi | Cselgáncs     | Férfi harmatsúly         | augusztus 7.  |
| Bronz | Nagasze Takanori | Cselgáncs     | Férfi váltósúly          | augusztus 9.  |
| Bronz | Haga Rjúnoszuke | Cselgáncs     | Férfi félnehézsúly       | augusztus 11. |
| Bronz | Kondo Ami | Cselgáncs     | Női légsúly              | augusztus 6.  |
| Bronz | Nakamura Miszato | Cselgáncs     | Női harmatsúly           | augusztus 7.  |
| Bronz | Macumoto Kaori | Cselgáncs     | Női könnyűsúly           | augusztus 8.  |
| Bronz | Jamabe Kanae | Cselgáncs     | Női nehézsúly            | augusztus 12. |
| Bronz | Haneda Takuja | Kajak-kenu    | Férfi szlalom kenu egyes | augusztus 9.  |
| Bronz | Mijake Hiromi | Súlyemelés    | Női 48 kg                | augusztus 6.  |
| Bronz | Inui Jukiko Micui Riszako                                                                                            | Szinkronúszás | Páros                    | augusztus 16. |
| Bronz | Hakojama Aika Inui Jukiko Marumo Kei Micui Riszako Nakamaki Kanami Nakamura Mai Omata Kano Josida Kurumi Hajasi Aiko | Szinkronúszás | Csapat                   | augusztus 19. |
| Bronz | Nisikori Kei | Tenisz        | Férfi egyes              | augusztus 14. |
| Bronz | Okuhara Nozomi | Tollaslabda   | Női egyes                | augusztus 19. |
| Bronz | Sirai Kenzó | Torna         | Férfi ugrás              | augusztus 15. |
| Bronz | Szeto Daija | Úszás         | Férfi 400 m vegyes       | augusztus 6.  |
| Bronz | Hagino Kószuke Ehara Naito Kobori Júki Macuda Takesi                                                                 | Úszás         | Férfi 4 × 200 m gyors    | augusztus 9.  |
| Bronz | Hosi Nacumi | Úszás         | Női 200 m pillangó       | augusztus 10. |

| Sportág       | 1  | 2 | 3  | Összesen |
| Úszás         | 2  | 2 | 3  | 7        |
| Cselgáncs     | 3  | 1 | 8  | 12       |
| Súlyemelés    | 0  | 0 | 1  | 1        |
| Torna         | 2  | 0 | 1  | 3        |
| Kaja-kenu     | 0  | 0 | 1  | 1        |
| Asztalitenisz | 0  | 1 | 2  | 4        |
| Birkózás      | 4  | 3 | 0  | 7        |
| Tenisz        | 0  | 0 | 1  | 1        |
| Szinkronúszás | 0  | 0 | 2  | 2        |
| Tollaslabda   | 1  | 0 | 0  | 1        |
| Atlétika      | 0  | 1 | 1  | 2        |
| Összesen      | 12 | 8 | 21 | 41       |

| Nap           | 1  | 2 | 3  | Összesen |
| augusztus 6.  | 1  | 0 | 4  | 5        |
| augusztus 7.  | 0  | 0 | 2  | 2        |
| augusztus 8.  | 2  | 0 | 1  | 3        |
| augusztus 9.  | 0  | 0 | 2  | 2        |
| augusztus 10. | 3  | 1 | 2  | 6        |
| augusztus 11. | 1  | 1 | 3  | 5        |
| augusztus 12. | 0  | 1 | 1  | 2        |
| augusztus 14. | 0  | 1 | 1  | 2        |
| augusztus 15. | 0  | 0 | 1  | 1        |
| augusztus 16. | 0  | 0 | 2  | 2        |
| augusztus 17. | 3  | 1 | 0  | 4        |
| augusztus 18. | 2  | 1 | 0  | 3        |
| augusztus 19. | 0  | 2 | 3  | 5        |
| Összesen      | 12 | 8 | 21 | 41       |

## Asztalitenisz
Férfi
| Versenyző                                | Versenyszám | Selejtező         | 64-es főtábla     | 48-as főtábla                                            | 32-es főtábla                                            | Nyolcaddöntő                                                         | Negyeddöntő                                                     | Elődöntő                                                                  | Döntő                                                                                  | Helyezés |
| Versenyző                                | Versenyszám | Ellenfél Eredmény | Ellenfél Eredmény | Ellenfél Eredmény                                        | Ellenfél Eredmény                                        | Ellenfél Eredmény                                                    | Ellenfél Eredmény                                               | Ellenfél Eredmény                                                         | Ellenfél Eredmény                                                                      | Helyezés |
| ---------------------------------------- | ----------- | ----------------- | ----------------- | -------------------------------------------------------- | -------------------------------------------------------- | -------------------------------------------------------------------- | --------------------------------------------------------------- | ------------------------------------------------------------------------- | -------------------------------------------------------------------------------------- | -------- |
| Mizutani Dzsun                           | Egyes       | erőnyerő          | erőnyerő          | erőnyerő                                                 | Panajótisz Giónisz (GRE) · 11–9, 10–12, 11–5, 11–8, 11–6 | Hugo Calderano (BRA) · 11–5, 11–6, 11–13, 8–11, 11–8, 12–10          | Marcos Freitas (POR) · 11–4, 9–11, 11–3, 11–8, 10–12, 11–2      | Ma Lung (Ma Long) (CHN) · 5–11, 5–11, 5–11, 11–7, 12–10, 5–11             | Bronzmérkőzés · Uladzimir Szamszonav (BLR) · 11–4, 11–9, 6–11, 14–12, 11–8             |          |
| Niva Kóki                                | Egyes       | erőnyerő          | erőnyerő          | Segun Toriola (NGR) · 9–11, 11–5, 11–7, 4–11, 11–6, 11–1 | Stefan Fegerl (AUT) · 11–7, 11–8, 11–9, 4–11, 11–5       | Chun Ting Wong (HKG) · 6–11, 11–6, 8–11, 5–11, 12–10, 11–4, 11–8     | Csang Csi-ko (Zhang Jike) (CHN) · 11–5, 4–11, 7–11, 7–11, 4–11  | kiesett                                                                   | kiesett                                                                                | 5.       |
| Josimura Maharu Mizutani Dzsun Niva Kóki | Csapat      |                   |                   |                                                          |                                                          | Lengyelország (POL) · Jakub Dyjas · Daniel Górak · Zengyi Wang · 3–2 | Hongkong (HKG) · Kwan Kit Ho · Tang Peng · Chun Ting Wong · 3–1 | Németország (GER) · Timo Boll · Dimitrij Ovtcharov · Bastian Steger · 3–1 | Kína (CHN) · Csang Csi-ko (Zhang Jike) · Hszü Hszin (Xu Xin) · Ma Lung (Ma Long) · 1–3 |          |

Női
| Versenyző                            | Versenyszám | Selejtező         | 64-es főtábla     | 48-as főtábla     | 32-es főtábla                                                            | Nyolcaddöntő                                                                 | Negyeddöntő                                                     | Elődöntő                                                                                     | Döntő | Helyezés |
| Versenyző                            | Versenyszám | Ellenfél Eredmény | Ellenfél Eredmény | Ellenfél Eredmény | Ellenfél Eredmény                                                        | Ellenfél Eredmény                                                            | Ellenfél Eredmény                                               | Ellenfél Eredmény                                                                            | Ellenfél Eredmény | Helyezés |
| ------------------------------------ | ----------- | ----------------- | ----------------- | ----------------- | ------------------------------------------------------------------------ | ---------------------------------------------------------------------------- | --------------------------------------------------------------- | -------------------------------------------------------------------------------------------- | --- | -------- |
| Fukuhara Ai                          | Egyes       | erőnyerő          | erőnyerő          | erőnyerő          | Daniela Dodean (ROU) · 11–5, 11–6, 11–4, 11–1                            | Ri Mjongszun (PRK) · 11–5, 12–10, 11–1, 11–7                                 | Feng Tien-vej (Feng Tian Wei) (SIN) · 14–12, 11–8, 11–7, 11–5   | Li Hsziao-hszia (Li Xiaoxia) (CHN) · 4–11, 3–11, 1–11, 1–11                                  | Bronzmérkőzés · Kim Szongi (Kim Song-i) (PRK) · 7–11, 7–11, 5–11, 14–12, 5–11                                             | 4.       |
| Isikava Kaszumi                      | Egyes       | erőnyerő          | erőnyerő          | erőnyerő          | Kim Szongi (Kim Song-i) (PRK) · 11–7, 11–7, 9–11, 9–11, 11–9, 9–11, 8–11 | kiesett                                                                      | kiesett                                                         | kiesett                                                                                      | kiesett | 17.      |
| Fukuhara Ai Isikava Kaszumi Itó Mima | Csapat      |                   |                   |                   |                                                                          | Lengyelország (POL) · Katarzyna Grzybowska · Qian Li · Natalia Partyka · 3–0 | Ausztria (AUT) · Jia Liu · Sofia Polcanova · Qiangbing Li · 3–0 | Németország (GER) · San Hsziao-na (Shan Xiaona) · Han Jing (Han Ying) · Petrissa Solja · 2–3 | Bronzmérkőzés · Szingapúr (SIN) · Jü Meng-jü (Yu Mengyu) · Feng Tien-vej (Feng Tian Wei) · Csou Ji-han (Zhou Yihan) · 3–1 |          |

## Atlétika
Férfi
| Versenyző                                                  | Versenyszám     | Selejtező | Selejtező | Selejtező | Előfutam | Előfutam | Előfutam | Elődöntő | Elődöntő | Elődöntő | Döntő    | Döntő    |
| Versenyző                                                  | Versenyszám     | Idő       | Hely.     | Össz.     | Idő      | Hely.    | Össz.    | Idő      | Hely.    | Össz.    | Idő      | Helyezés |
| ---------------------------------------------------------- | --------------- | --------- | --------- | --------- | -------- | -------- | -------- | -------- | -------- | -------- | -------- | -------- |
| Cambridge Aszuka                                           | 100 m           | kiemelt   | kiemelt   | kiemelt   | 10,13    | 2.       | 8.***    | 10,17    | 7.       | 21.      | kiesett  | kiesett  |
| Jamagata Rjóta                                             | 100 m           | kiemelt   | kiemelt   | kiemelt   | 10,20    | 2.       | 22.***   | 10,05    | 5.       | 11.*     | kiesett  | kiesett  |
| Kirjú Josihide                                             | 100 m           | kiemelt   | kiemelt   | kiemelt   | 10,23    | 4.       | 29.*     | kiesett  | kiesett  | kiesett  | kiesett  | kiesett  |
| Kenji Fujimitsu                                            | 200 m           |           |           |           | 20,86    | 6.       | 64.*     | kiesett  | kiesett  | kiesett  | kiesett  | kiesett  |
| Iizuka Sóta                                                | 200 m           |           |           |           | 20,49    | 4.       | 30.**    | kiesett  | kiesett  | kiesett  | kiesett  | kiesett  |
| Takasze Kei                                                | 200 m           |           |           |           | 20,71    | 6.       | 55.      | kiesett  | kiesett  | kiesett  | kiesett  | kiesett  |
| Kanemaru Júzó                                              | 400 m           |           |           |           | 48,38    | 8.       | 47.      | kiesett  | kiesett  | kiesett  | kiesett  | kiesett  |
| Julian Walsh                                               | 400 m           |           |           |           | 46,37    | 6.       | 38.      | kiesett  | kiesett  | kiesett  | kiesett  | kiesett  |
| Sho Kawamoto                                               | 800 m           |           |           |           | 1:49,41  | 4.       | 43.      | kiesett  | kiesett  | kiesett  | kiesett  | kiesett  |
| Kota Murayama                                              | 5000 m          |           |           |           | 14:26,72 | 21.      | 41.      |          |          |          | kiesett  | kiesett  |
| Kota Murayama                                              | 10 000 m        |           |           |           |          |          |          |          |          |          | 29:02,51 | 30.      |
| Yuta Shitara                                               | 10 000 m        |           |           |           |          |          |          |          |          |          | 28:55,23 | 29.      |
| Suguru Osako                                               | 10 000 m        |           |           |           |          |          |          |          |          |          | 27:51,94 | 17.      |
| Suguru Osako                                               | 5000 m          |           |           |           | 13:31,45 | 16.      | 28.      |          |          |          | kiesett  | kiesett  |
| Jazava Vataru                                              | 110 m gát       |           |           |           | 13,88    | 3.       | 35.      | kiesett  | kiesett  | kiesett  | kiesett  | kiesett  |
| Yuki Matsushita                                            | 400 m gát       |           |           |           | 49,60    | 4.       | 25.      | kiesett  | kiesett  | kiesett  | kiesett  | kiesett  |
| Keisuke Nozawa                                             | 400 m gát       |           |           |           | 48,62    | 1.       | 6.*      | 49,20    | 6.       | 15.      | kiesett  | kiesett  |
| Kazuya Shiojiri                                            | 3000 m akadály  |           |           |           | 8:40,98  | 11.      | 33.      |          |          |          | kiesett  | kiesett  |
| Suehiro Ishikawa                                           | Maraton         |           |           |           |          |          |          |          |          |          | 2:17:08  | 36.      |
| Hisanori Kitajima                                          | Maraton         |           |           |           |          |          |          |          |          |          | 2:25:11  | 94.      |
| Satoru Sasaki                                              | Maraton         |           |           |           |          |          |          |          |          |          | 2:13:57  | 16.      |
| Fudzsiszava Iszamu                                         | 20 km gyaloglás |           |           |           |          |          |          |          |          |          | 1:22:03  | 21.      |
| Macunaga Daiszuke                                          | 20 km gyaloglás |           |           |           |          |          |          |          |          |          | 1:20:22  | 7.       |
| Takahasi Eiki                                              | 20 km gyaloglás |           |           |           |          |          |          |          |          |          | 1:24:59  | 42.      |
| Arai Hirooki                                               | 50 km gyaloglás |           |           |           |          |          |          |          |          |          | 3:41:24  |          |
| Morioka Kóicsiró                                           | 50 km gyaloglás |           |           |           |          |          |          |          |          |          | 3:58:59  | 27.      |
| Tanii Takajuki                                             | 50 km gyaloglás |           |           |           |          |          |          |          |          |          | 3:51:00  | 14.      |
| Jamagata Rjóta Iizuka Sóta Kirjú Josihide Cambridge Aszuka | 4 × 100 m váltó |           |           |           | 37,68    | 1.       | 2.       |          |          |          | 37,60    |          |
| Julian Walsh Tomoya Tamura Takamasa Kitagawa Nobuya Kato   | 4 × 400 m váltó |           |           |           | 3:02,95  | 7.       | 13.      |          |          |          | kiesett  | kiesett  |

| Versenyző       | Versenyszám   | Selejtező                | Selejtező                | Döntő    | Döntő    |
| Versenyző       | Versenyszám   | Eredmény                 | Helyezés                 | Eredmény | Helyezés |
| --------------- | ------------- | ------------------------ | ------------------------ | -------- | -------- |
| Takashi Eto     | Magasugrás    | 217 cm                   | 35.****                  | kiesett  | kiesett  |
| Jamamoto Szeito | Rúdugrás      | érvényes kísérlet nélkül | érvényes kísérlet nélkül | kiesett  | kiesett  |
| Hiroki Ogita    | Rúdugrás      | 545 cm                   | 21.                      | kiesett  | kiesett  |
| Szavano Daicsi  | Rúdugrás      | 560 cm                   | 10.**                    | 550 cm   | 7.**     |
| Daigo Hasegawa  | Hármasugrás   | 16,17 m                  | 29.                      | kiesett  | kiesett  |
| Kohei Yamashita | Hármasugrás   | 15,71 m                  | 35.                      | kiesett  | kiesett  |
| Ryohei Arai     | Gerelyhajítás | 84,16 m                  | 4.                       | 79,47 m  | 11.      |

| Versenyző        | Versenyszám | 100 m | 100 m | Távolugrás | Távolugrás | Súlylökés | Súlylökés | Magasugrás | Magasugrás | 400 m | 400 m | 110 m gát | 110 m gát | Diszkoszvetés | Diszkoszvetés | Rúdugrás | Rúdugrás | Gerelyhajítás | Gerelyhajítás | 1500 m  | 1500 m | Végeredmény | Végeredmény |
| Versenyző        | Versenyszám | Idő   | Pont  | Eredmény   | Pont       | Eredmény  | Pont      | Eredmény   | Pont       | Idő   | Pont  | Idő       | Pont      | Eredmény      | Pont          | Eredmény | Pont     | Eredmény      | Pont          | Idő     | Pont   | Pont        | Helyezés    |
| ---------------- | ----------- | ----- | ----- | ---------- | ---------- | --------- | --------- | ---------- | ---------- | ----- | ----- | --------- | --------- | ------------- | ------------- | -------- | -------- | ------------- | ------------- | ------- | ------ | ----------- | ----------- |
| Nakamura Akihiko | Tízpróba    | 11,04 | 852   | 713 cm     | 845        | 12,00 m   | 606       | 192 cm     | 731        | 48,93 | 865   | 14,57     | 902       | 34,91 m       | 562           | 470 cm   | 819      | 51,24 m       | 607           | 4:18,37 | 823    | 7612        | 22.         |
| Usiro Keiszuke   | Tízpróba    | 11,30 | 795   | 683 cm     | 774        | 14,14 m   | 737       | 198 cm     | 785        | 50,43 | 795   | 15,09     | 839       | 49,90 m       | 868           | 490 cm   | 880      | 66,63 m       | 838           | 4:46,33 | 641    | 7952        | 20.         |

Női
| Versenyző         | Versenyszám     | Előfutam | Előfutam | Előfutam | Elődöntő | Elődöntő | Elődöntő | Döntő    | Döntő    |
| Versenyző         | Versenyszám     | Idő      | Hely.    | Össz.    | Idő      | Hely.    | Össz.    | Idő      | Helyezés |
| ----------------- | --------------- | -------- | -------- | -------- | -------- | -------- | -------- | -------- | -------- |
| Fukusima Csiszato | 200 m           | 23,21    | 5.       | 38.      | kiesett  | kiesett  | kiesett  | kiesett  | kiesett  |
| Misaki Onishi     | 5000 m          | 15:29,17 | 9.       | 18.      |          |          |          | kiesett  | kiesett  |
| Ayuko Suzuki      | 5000 m          | 15:41,81 | 12.      | 24.      |          |          |          | kiesett  | kiesett  |
| Miyuki Uehara     | 5000 m          | 15:23,41 | 7.       | 14.      |          |          |          | 15:34,97 | 15.      |
| Hanami Sekine     | 10 000 m        |          |          |          |          |          |          | 31:44,44 | 20.      |
| Yuka Takashima    | 10 000 m        |          |          |          |          |          |          | 31:36,44 | 18.      |
| Kubokura Szatomi  | 400 m gát       | 57,34    | 5.       | 35.      | kiesett  | kiesett  | kiesett  | kiesett  | kiesett  |
| Anju Takamizawa   | 3000 m akadály  | 9:58,59  | 17.      | 49.      |          |          |          | kiesett  | kiesett  |
| Fukusi Kajoko     | Maraton         |          |          |          |          |          |          | 2:29:53  | 14.      |
| Mai Ito           | Maraton         |          |          |          |          |          |          | 2:37:37  | 46.      |
| Tomomi Tanaka     | Maraton         |          |          |          |          |          |          | 2:31:12  | 19.      |
| Kumiko Okada      | 20 km gyaloglás |          |          |          |          |          |          | 1:32:42  | 16.      |

| Versenyző    | Versenyszám   | Selejtező | Selejtező | Döntő    | Döntő    |
| Versenyző    | Versenyszám   | Eredmény  | Helyezés  | Eredmény | Helyezés |
| ------------ | ------------- | --------- | --------- | -------- | -------- |
| Konomi Kai   | Távolugrás    | 587 cm    | 37.       | kiesett  | kiesett  |
| Ebihara Juki | Gerelyhajítás | 57,68 m   | 21.       | kiesett  | kiesett  |

* - egy másik versenyzővel azonos eredményt ért el

** - két másik versenyzővel azonos eredményt ért el

*** - négy másik versenyzővel azonos eredményt ért el

**** - öt másik versenyzővel azonos eredményt ért el

## Birkózás

### Férfi
Kötöttfogású
| Versenyző      | Versenyszám | Selejtező                 | Nyolcaddöntő                  | Negyeddöntő                  | Elődöntő                              | Vigaszág első kör | Vigaszág elődöntő         | Bronz- mérkőzés              | Döntő                      | Helyezés |
| Versenyző      | Versenyszám | Ellenfél Eredmény         | Ellenfél Eredmény             | Ellenfél Eredmény            | Ellenfél Eredmény                     | Ellenfél Eredmény | Ellenfél Eredmény         | Ellenfél Eredmény            | Ellenfél Eredmény          | Helyezés |
| -------------- | ----------- | ------------------------- | ----------------------------- | ---------------------------- | ------------------------------------- | ----------------- | ------------------------- | ---------------------------- | -------------------------- | -------- |
| Óta Sinobu     | 59 kg       | Hamid Szórján (IRI) · 5–4 | Almat Kebiszpajev (KAZ) · 6–0 | Stig André Berge (NOR) · 4–0 | Rövşən Bayramov (AZE) · kétvállas 4–2 |                   |                           |                              | Ismael Borrero (CUB) · 0–8 |          |
| Tomohiro Inoue | 66 kg       | erőnyerő                  | Davor Štefanek (SRB) · 0–9    |                              |                                       |                   | Frank Stäbler (GER) · 2–2 | Shmagi Bolkvadze (GEO) · 0–1 |                            | 5.       |

Szabadfogású
| Versenyző         | Versenyszám | Selejtező                               | Nyolcaddöntő                   | Negyeddöntő                     | Elődöntő                   | Vigaszág első kör | Vigaszág elődöntő | Bronz- mérkőzés   | Döntő                                | Helyezés |
| Versenyző         | Versenyszám | Ellenfél Eredmény                       | Ellenfél Eredmény              | Ellenfél Eredmény               | Ellenfél Eredmény          | Ellenfél Eredmény | Ellenfél Eredmény | Ellenfél Eredmény | Ellenfél Eredmény                    | Helyezés |
| ----------------- | ----------- | --------------------------------------- | ------------------------------ | ------------------------------- | -------------------------- | ----------------- | ----------------- | ----------------- | ------------------------------------ | -------- |
| Higucsi Rei       | 57 kg       | Jang Kjongil (PRK) · 12–2 technikai tus | Asadulla Lachinov (BLR) · 10–0 | Yowlys Bonne (CUB) · 8–4        | Hassan Rahimi (IRI) · 10–5 |                   |                   |                   | Vladimer Khinchegashvili (GEO) · 3–4 |          |
| Takatani Szószuke | 74 kg       | Talgat Ilyasov (AUS) · 6–0 feladta      | Zelimkhan Khadijev (FRA) · 5–4 | Galymzhan Userbayev (KAZ) · 3–4 | kiesett                    | kiesett           | kiesett           | kiesett           | kiesett                              | 7.       |

### Női
Szabadfogású
| Versenyző     | Versenyszám | Selejtező                  | Nyolcaddöntő                 | Negyeddöntő                       | Elődöntő                            | Vigaszág első kör | Vigaszág elődöntő | Bronz- mérkőzés   | Döntő                          | Helyezés |
| Versenyző     | Versenyszám | Ellenfél Eredmény          | Ellenfél Eredmény            | Ellenfél Eredmény                 | Ellenfél Eredmény                   | Ellenfél Eredmény | Ellenfél Eredmény | Ellenfél Eredmény | Ellenfél Eredmény              | Helyezés |
| ------------- | ----------- | -------------------------- | ---------------------------- | --------------------------------- | ----------------------------------- | ----------------- | ----------------- | ----------------- | ------------------------------ | -------- |
| Tószaka Eri   | 48 kg       | erőnyerő                   | Zsuldiz Esimova (KAZ) · 6–0  | Haley Augello (USA) · 11–2        | Szun Jen-an (Sun Yanan) (CHN) · 8–3 |                   |                   |                   | Mariya Stadnik (AZE) · 3–2     |          |
| Josida Szaori | 53 kg       | erőnyerő                   | Natalja Szinisin (AZE) · 4–0 | Isabelle Sambou (SEN) · 9–0       | Betzabeth Argüello (VEN) · 6–0      |                   |                   |                   | Helen Maroulis (USA) · 1–4     |          |
| Icsó Kaori    | 58 kg       | erőnyerő                   | Marwa Amri (TUN) · 11–0      | Elif Jale Yeşilırmak (TUR) · 3–1  | Yuliya Ratkeviç (AZE) · 10–0        |                   |                   |                   | Valerija Zsolobova (RUS) · 3–2 |          |
| Kavai Riszako | 63 kg       | erőnyerő                   | Monika Michalik (POL) · 5–0  | Anastasija Grigorjeva (LAT) · 8–2 | Inna Trazsukova (RUS) · 10–0        |                   |                   |                   | Marija Mamasuk (BLR) · 6–0     |          |
| Dosó Szara    | 69 kg       | Alina Stadnik (UKR) · 11–2 | Buse Tosun (TUR) · 12–0      | Dorothy Yeats (CAN) · 7–2         | Jenny Fransson (SWE) · 7–2          |                   |                   |                   | Natalja Vorobjova (RUS) · 2–2  |          |
| Rio Watari    | 75 kg       | erőnyerő                   | Aline Ferreira (BRA) · 3–4   | kiesett                           | kiesett                             | kiesett           | kiesett           | kiesett           | kiesett                        | 14.      |

## Cselgáncs
Férfi
| Versenyző           | Versenyszám  | Selejtező         | 32-es főtábla                             | Nyolcaddöntő                            | Negyeddöntő                                 | Elődöntő                                               | Vigaszág elődöntő                                | Bronz- mérkőzés                               | Döntő                                       | Helyezés |
| Versenyző           | Versenyszám  | Ellenfél Eredmény | Ellenfél Eredmény                         | Ellenfél Eredmény                       | Ellenfél Eredmény                           | Ellenfél Eredmény                                      | Ellenfél Eredmény                                | Ellenfél Eredmény                             | Ellenfél Eredmény                           | Helyezés |
| ------------------- | ------------ | ----------------- | ----------------------------------------- | --------------------------------------- | ------------------------------------------- | ------------------------------------------------------ | ------------------------------------------------ | --------------------------------------------- | ------------------------------------------- | -------- |
| Takató Naohisza     | Légsúly      | erőnyerő          | Yann Siccardi (MON) · 101(0)-000(0)       | Pavel Petřikov (CZE) · 100(0)-000(0)    | Amiran Papinashvili (GEO) · 000(0)–100(1)   |                                                        | Kim Vondzsin (Kim Won-Jin) (KOR) · 001(2)-000(1) | Orkhan Safarov (AZE) · 000(0)-000(2)          |                                             |          |
| Ebinuma Maszasi     | Harmatsúly   | erőnyerő          | Charles Chibana (BRA) · 101(0)-000(0)     | Ma Duanbin (CHN) · 111(0)-000(0)        | Wander Mateo (DOM) · 111(0)-000(2)          | An Baul (KOR) · 000(1)–001(1)                          |                                                  | Antoine Bouchard (CAN) · 101(1)-000(0)        |                                             |          |
| Óno Sóhei           | Könnyűsúly   | erőnyerő          | Miguel Murillo (CRC) · 100(0)-000(3)      | Victor Scvortov (UAE) · 100(0)-000(0)   | Lasha Shavdatuashvili (GEO) · 010(0)-000(0) | Dirk Van Tichelt (BEL) · 111(0)-000(1)                 |                                                  |                                               | Rüstəm Orucov (AZE) · 110(1)-000(0)         |          |
| Nagasze Takanori    | Váltósúly    | erőnyerő          | Csoknyai László (HUN) · 001(2)-000(3)     | Paul Kibikai (GAB) · 100(0)-000(1)      | Sergiu Toma (UAE) · 000(0)–001(3)           |                                                        | Antoine Valois-Fortier (CAN) · 100(0)-000(1)     | Avtandil Ch'rik'ishvili (GEO) · 001(2)-000(0) |                                             |          |
| Baker Masú          | Középsúly    | erőnyerő          | Marc Odenthal (GER) · 100(0)-000(0)       | Aleksandar Kukolj (SRB) · 100(1)-000(0) | Alexandre Iddir (FRA) · 100(0)-000(0)       | Cseng Hszün-csao (Cheng Xunzhao) (CHN) · 101(1)-000(0) |                                                  |                                               | Varlam Lip'art'eliani (GEO) · 001(2)-000(0) |          |
| Haga Rjúnoszuke     | Félnehézsúly | erőnyerő          | Jevgēņijs Borodavko (LAT) · 100(0)-000(0) | Rafael Buzacarini (BRA) · 000(0)-000(1) | Lukáš Krpálek (CZE) · 000(2)–000(1)         |                                                        | Beka Gviniashvili (GEO) · 000(0)-000(1)          | Artem Blosenko (UKR) · 100(1)-000(2)          |                                             |          |
| Haraszava Hiszajosi | Nehézsúly    |                   | Adam Okruashvili (GEO) · 000(1)-000(2)    | Ushangi Kokauri (AZE) · 100(1)-000(0)   | Alex García (CUB) · 100(0)-000(4)           | Abdullo Tangriyev (UZB) · 101(1)-000(4)                |                                                  |                                               | Teddy Riner (FRA) · 000(1)–000(0)           |          |

Női
| Versenyző        | Versenyszám  | Selejtező                       | Nyolcaddöntő                                   | Negyeddöntő                                  | Elődöntő                                      | Vigaszág elődöntő | Bronz- mérkőzés                           | Döntő                             | Helyezés |
| Versenyző        | Versenyszám  | Ellenfél Eredmény               | Ellenfél Eredmény                              | Ellenfél Eredmény                            | Ellenfél Eredmény                             | Ellenfél Eredmény | Ellenfél Eredmény                         | Ellenfél Eredmény                 | Helyezés |
| ---------------- | ------------ | ------------------------------- | ---------------------------------------------- | -------------------------------------------- | --------------------------------------------- | ----------------- | ----------------------------------------- | --------------------------------- | -------- |
| Kondo Ami        | Légsúly      | erőnyerő                        | Edna Carrillo (MEX) · 101(0)-000(1)            | Galbadrah Otgonceceg (KAZ) · 100(0)-010(0)   | Paula Pareto (ARG) · 000(0)–010(1)            |                   | Mönhbatin Uranceceg (MGL) · 001(0)-000(0) |                                   |          |
| Nakamura Miszato | Harmatsúly   | erőnyerő                        | Adiyaasambuugiin Tsolmon (MGL) · 100(0)-000(0) | Natalja Kuzjutyina (RUS) · 100(0)-000(0)     | Majlinda Kelmendi (KOS) · 000(1)–000(0)       |                   | Érika Miranda (BRA) · 001(1)-000(1)       |                                   |          |
| Macumoto Kaori   | Könnyűsúly   | erőnyerő                        | Zoulehia Abzetta Dabonne (CIV) · 101(0)-000(0) | Automne Pavia (FRA) · 010(0)-000(0)          | Dordzsszürengín Szumija (MGL) · 000(0)–100(0) |                   | Lien Chen-ling (TPE) · 001(1)-000(0)      |                                   |          |
| Miku Tashiro     | Váltósúly    | erőnyerő                        | Katharina Haecker (AUS) · 111(0)-000(3)        | Kathrin Unterwurzacher (AUT) · 001(0)-000(0) | Clarisse Agbegnenou (FRA) · 000(1)–000(0)     |                   | Yarden Gerbi (ISR) · 000(0)–011(3)        |                                   | 5.       |
| Tacsimoto Haruka | Középsúly    | Zhou Chao (CHN) · 100(0)-000(0) | Kim Polling (NED) · 002(0)-001(0)              | Kelita Zupancic (CAN) · 010(0)-000(0)        | Laura Vargas Koch (GER) · 010(2)-000(0)       |                   |                                           | Yuri Alvear (COL) · 100(1)-000(0) |          |
| Mami Umeki       | Félnehézsúly | erőnyerő                        | Joó Abigél (HUN) · 000(2)–002(2)               | kiesett                                      | kiesett                                       |                   |                                           |                                   | 9.       |
| Jamabe Kanae     | Nehézsúly    | erőnyerő                        | Santa Pakenytė (LTU) · 100(1)-000(0)           | Tessie Savelkouls (NED) · 101(1)-000(0)      | Idalys Ortíz (CUB) · 000(1)–001(2)            |                   | Kayra Sayıt (TUR) · 010(3)-000(0)         |                                   |          |

## Evezés
Férfi
| Versenyző                   | Versenyszám              | Előfutam | Előfutam | Vigaszág | Vigaszág | Elődöntő | Elődöntő | Elődöntő | Döntő | Döntő   | Döntő | Helyezés |
| Versenyző                   | Versenyszám              | Idő      | Hely.    | Idő      | Hely.    | Típus    | Idő      | Hely.    | Típus | Idő     | Hely. | Helyezés |
| --------------------------- | ------------------------ | -------- | -------- | -------- | -------- | -------- | -------- | -------- | ----- | ------- | ----- | -------- |
| Hiroshi Nakano Hideki Omoto | Könnyűsúlyú kétpárevezős | 6:34,27  | 3.       | 7:11,20  | 4.       | C/D      | 7:30,64  | 3.       | C     | 6:45,81 | 3.    | 15.      |

Női
| Versenyző                 | Versenyszám              | Előfutam | Előfutam | Vigaszág | Vigaszág | Elődöntő | Elődöntő | Elődöntő | Döntő | Döntő   | Döntő | Helyezés |
| Versenyző                 | Versenyszám              | Idő      | Hely.    | Idő      | Hely.    | Típus    | Idő      | Hely.    | Típus | Idő     | Hely. | Helyezés |
| ------------------------- | ------------------------ | -------- | -------- | -------- | -------- | -------- | -------- | -------- | ----- | ------- | ----- | -------- |
| Ayami Oishi Chiaki Tomita | Könnyűsúlyú kétpárevezős | 7:15,75  | 4.       | 8:00,50  | 2.       | A/B      | 7:46,41  | 6.       | B     | 7:42,87 | 6.    | 12.      |

## Golf
| Versenyző       | Versenyszám  | 1. forduló | 1. forduló | 2. forduló | 2. forduló | 3. forduló | 3. forduló | 4. forduló | 4. forduló | Összesen | Összesen | Összesen |
| Versenyző       | Versenyszám  | Pont       | Par        | Pont       | Par        | Pont       | Par        | Pont       | Par        | Pontszám | Par      | Helyezés |
| --------------- | ------------ | ---------- | ---------- | ---------- | ---------- | ---------- | ---------- | ---------- | ---------- | -------- | -------- | -------- |
| Yuta Ikeda      | Férfi egyéni | 74         | +3         | 69         | −2         | 69         | −2         | 69         | −2         | 281      | −3       | 21.      |
| Shingo Katayama | Férfi egyéni | 74         | +3         | 75         | +4         | 77         | +6         | 66         | −5         | 292      | +8       | 54.      |
| Harukyo Nomura  | Női egyéni   | 69         | −2         | 69         | −2         | 72         | +1         | 65         | −6         | 275      | −9       | 4.       |
| Shiho Oyama     | Női egyéni   | 70         | −1         | 71         | 0          | 77         | +6         | 74         | +3         | 292      | +8       | 42.      |

## Gyeplabda

### Női
| Japán női gyeplabdacsapat-játékoskeret                                                                                     | Japán női gyeplabdacsapat-játékoskeret                                                                                              |
| --- | --- |
| - Aszano Szakijo - Hajasi Nagisza - Hazuki Yuda - Motomi Kawamura - Yukari Mano - Micuhasi Aki - Hazuki Nagai - Yuri Nagai | - Nakagava Mijuki (C) - Nakasima Mie - Nisikori Emi - Ayaka Nishimura - Ono Majumi - Maki Sakaguchi - Sibata Akane - Minami Shimizu |

#### Eredmények
Csoportkör
B csoport
| Csapat                 | M | Gy | D | V | G+ | G– | Gk  | P  |
| ---------------------- | - | -- | - | - | -- | -- | --- | -- |
| Nagy-Britannia (GBR)   | 5 | 5  | 0 | 0 | 12 | 4  | +8  | 15 |
| Egyesült Államok (USA) | 5 | 4  | 0 | 1 | 14 | 5  | +9  | 12 |
| Ausztrália (AUS)       | 5 | 3  | 0 | 2 | 11 | 5  | +6  | 9  |
| Argentína (ARG)        | 5 | 2  | 0 | 3 | 12 | 6  | +6  | 6  |
| Japán (JPN)            | 5 | 0  | 1 | 4 | 3  | 16 | –13 | 1  |
| India (IND)            | 5 | 0  | 1 | 4 | 3  | 19 | –16 | 1  |

| 2016. augusztus 7. 11:00 (16:00) | Japán (JPN)                 | 2–2         | India (IND)         | Játékvezetők: Kylie Seymour (AUS) Kelly Hudson (NZL) |
| 2016. augusztus 7. 11:00 (16:00) | Nisikori 15' · Nakasima 28' | Jegyzőkönyv | Rani 31' · Minz 40' | Játékvezetők: Kylie Seymour (AUS) Kelly Hudson (NZL) |

| 2016. augusztus 8. 20:30 (01:30) | Argentína (ARG)                                    | 4–0         | Japán (JPN) | Játékvezetők: Melissa Trivic (AUS) Laurine Delforge (BEL) |
| 2016. augusztus 8. 20:30 (01:30) | Barrionuevo 13', 18' · Rebecchi 48' · Granatto 50' | Jegyzőkönyv |             | Játékvezetők: Melissa Trivic (AUS) Laurine Delforge (BEL) |

| 2016. augusztus 10. 17:00 (22:00) | Egyesült Államok (USA)                                                | 6–1         | Japán (JPN)   | Játékvezetők: Amber Church (NZL) Fanneke Alkemade (NED) |
| 2016. augusztus 10. 17:00 (22:00) | Gonzalez 1' · O'Donnell 5', 52', 60' · K. Reinprecht 29' · Witmer 37' | Jegyzőkönyv | Nakashima 47' | Játékvezetők: Amber Church (NZL) Fanneke Alkemade (NED) |

| 2016. augusztus 11. 20:30 (01:30) | Japán (JPN) | 0–2         | Nagy-Britannia (GBR)  | Játékvezetők: Kylie Seymour (AUS) Elena Eskina (RUS) |
| 2016. augusztus 11. 20:30 (01:30) |             | Jegyzőkönyv | Owsley 5' · White 55' | Játékvezetők: Kylie Seymour (AUS) Elena Eskina (RUS) |

| 2016. augusztus 13. 19:30 (00:30) | Ausztrália (AUS)         | 2–0         | Japán (JPN) | Játékvezetők: Elena Eskina (RUS) Kelly Hudson (NZL) |
| 2016. augusztus 13. 19:30 (00:30) | Williams 17' · Smith 55' | Jegyzőkönyv |             | Játékvezetők: Elena Eskina (RUS) Kelly Hudson (NZL) |

| Csapat      | Helyezés |
| ----------- | -------- |
| Japán (JPN) | 10.      |

## Íjászat
Férfi
| Versenyző         | Versenyszám | Selejtező | Selejtező | 64-es főtábla                    | 32-es főtábla                 | Nyolcaddöntő                            | Negyeddöntő                   | Elődöntő          | Döntő             | Helyezés |
| Versenyző         | Versenyszám | Pont      | Kiemelés  | Ellenfél Eredmény                | Ellenfél Eredmény             | Ellenfél Eredmény                       | Ellenfél Eredmény             | Ellenfél Eredmény | Ellenfél Eredmény | Helyezés |
| ----------------- | ----------- | --------- | --------- | -------------------------------- | ----------------------------- | --------------------------------------- | ----------------------------- | ----------------- | ----------------- | -------- |
| Furukava Takaharu | Egyéni      | 680       | 7.        | Mitch Dielemans (NED)(58.) · 7-1 | Bård Nesteng (NOR)(26.) · 6-0 | Juan Ignacio Rodríguez (ESP)(10.) · 7-3 | Brady Ellison (USA)(2.) · 2-6 | kiesett           | kiesett           | 8.       |

Női
| Versenyző                                  | Versenyszám | Selejtező | Selejtező | 64-es főtábla                             | 32-es főtábla                  | Nyolcaddöntő                                                                                | Negyeddöntő | Elődöntő          | Döntő             | Helyezés |
| Versenyző                                  | Versenyszám | Pont      | Kiemelés  | Ellenfél Eredmény                         | Ellenfél Eredmény              | Ellenfél Eredmény                                                                           | Ellenfél Eredmény                                                                                              | Ellenfél Eredmény | Ellenfél Eredmény | Helyezés |
| ------------------------------------------ | ----------- | --------- | --------- | ----------------------------------------- | ------------------------------ | ------------------------------------------------------------------------------------------- | --- | ----------------- | ----------------- | -------- |
| Hajasi Júki                                | Egyéni      | 591       | 59.       | Vu Csia-hszin (Wu Jiaxin) (CHN)(6.) · 1-7 | kiesett                        | kiesett                                                                                     | kiesett | kiesett           | kiesett           | 33.      |
| Kavanaka Kaori                             | Egyéni      | 650       | 10.       | Evangelía Pszára (GRE)(55.) · 7-3         | Naomi Folkard (GBR)(23.) · 0-6 | kiesett                                                                                     | kiesett | kiesett           | kiesett           | 17.      |
| Nagamine Szaori                            | Egyéni      | 621       | 39.       | Ane Marcelle dos Santos (BRA)(26.) · 3-7  | kiesett                        | kiesett                                                                                     | kiesett | kiesett           | kiesett           | 33.      |
| Hajasi Júki Kavanaka Kaori Nagamine Szaori | Csapat      | 1862      | 9.        |                                           |                                | Ukrajna (UKR) · Veronika Marcsenko · Anasztaszia Pavlova · Ligyija Szicsenyikova (8.) · 6–2 | Dél-Korea (KOR) · Ki Bobe (Gi Bo-bae) · Csang Hjedzsin (Chang Hye-jin) · Cshö Miszon (Choi Mi-seon) (1.) · 1–5 | kiesett           | kiesett           | 8.       |

## Kajak-kenu

### Szlalom
Férfi
| Versenyző                      | Versenyszám | Selejtező | Selejtező | Selejtező | Selejtező | Selejtező     | Selejtező     | Elődöntő | Elődöntő | Döntő   | Döntő    |
| Versenyző                      | Versenyszám | 1. futam  | 1. futam  | 2. futam  | 2. futam  | Jobb eredmény | Jobb eredmény | Elődöntő | Elődöntő | Döntő   | Döntő    |
| Versenyző                      | Versenyszám | Pont      | Hely.     | Pont      | Hely.     | Pont          | Hely.         | Pont     | Hely.    | Pont    | Helyezés |
| ------------------------------ | ----------- | --------- | --------- | --------- | --------- | ------------- | ------------- | -------- | -------- | ------- | -------- |
| Jazava Kazuki                  | Kajak egyes | 92,23     | 9.        | 98,08     | 16.       | 92,23         | 14.           | 97,19    | 11.      | kiesett | kiesett  |
| Haneda Takuja                  | Kenu egyes  | 98,69     | 6.        | 94,58     | 4.        | 94,58         | 5.            | 98,84    | 6.       | 97,44   |          |
| Szaszaki Cubasza Szaszaki Sóta | Kenu kettes | 122,04    | 10.       | 119,04    | 10.       | 119,04        | 12.           | kiesett  | kiesett  | kiesett | kiesett  |

Női
| Versenyző  | Versenyszám | Selejtező | Selejtező | Selejtező | Selejtező | Selejtező     | Selejtező     | Elődöntő | Elődöntő | Döntő   | Döntő    |
| Versenyző  | Versenyszám | 1. futam  | 1. futam  | 2. futam  | 2. futam  | Jobb eredmény | Jobb eredmény | Elődöntő | Elődöntő | Döntő   | Döntő    |
| Versenyző  | Versenyszám | Pont      | Hely.     | Pont      | Hely.     | Pont          | Hely.         | Pont     | Hely.    | Pont    | Helyezés |
| ---------- | ----------- | --------- | --------- | --------- | --------- | ------------- | ------------- | -------- | -------- | ------- | -------- |
| Jazava Aki | Kajak egyes | 120,17    | 18.       | 128,00    | 16.       | 120,17        | 20.           | kiesett  | kiesett  | kiesett | kiesett  |

## Kerékpározás

### BMX
| Versenyző          | Versenyszám | Selejtező | Selejtező | Negyeddöntő | Negyeddöntő | Elődöntő | Elődöntő | Döntő   | Döntő    | Helyezés |
| Versenyző          | Versenyszám | Idő       | Helyezés  | Pont        | Helyezés    | Pont     | Helyezés | Idő     | Helyezés | Helyezés |
| ------------------ | ----------- | --------- | --------- | ----------- | ----------- | -------- | -------- | ------- | -------- | -------- |
| Yoshitaku Nagasako | Férfi       | 35,286    | 12.       | 21          | 8.          | kiesett  | kiesett  | kiesett | kiesett  | 30.      |

### Hegyi-kerékpározás
| Versenyző      | Versenyszám        | Idő     | Helyezés |
| -------------- | ------------------ | ------- | -------- |
| Jamamoto Kóhei | Férfi terepverseny | 1:40:34 | 21.      |

### Országúti kerékpározás
Férfi
| Versenyző      | Versenyszám   | Idő             | Helyezés      |
| -------------- | ------------- | --------------- | ------------- |
| Arasiro Jukija | Mezőnyverseny | 6:19:43 (+9:38) | 27.           |
| Kohei Uchima   | Mezőnyverseny | nem ért célba   | nem ért célba |

Női
| Versenyző    | Versenyszám   | Idő             | Helyezés |
| ------------ | ------------- | --------------- | -------- |
| Eri Yonamine | Mezőnyverseny | 3:56:23 (+4:56) | 17.      |
| Eri Yonamine | Időfutam      | 49:43,09        | 15.      |

### Pálya-kerékpározás
Sprintversenyek
| Versenyző           | Versenyszám  | Selejtező | Selejtező | 1. forduló           | Vigaszág               | Vigaszág | 2. forduló           | Vigaszág               | Vigaszág | 9–12. helyért          | 9–12. helyért | Negyeddöntő          | 5–8. helyért           | 5–8. helyért | Elődöntő             | Döntő                | Helyezés |
| Versenyző           | Versenyszám  | Idő       | Hely.     | Ellenfél Győztes idő | Ellenfelek Győztes idő | Hely.    | Ellenfél Győztes idő | Ellenfelek Győztes idő | Hely.    | Ellenfelek Győztes idő | Hely.         | Ellenfél Győztes idő | Ellenfelek Győztes idő | Hely.        | Ellenfél Győztes idő | Ellenfél Győztes idő | Helyezés |
| ------------------- | ------------ | --------- | --------- | -------------------- | ---------------------- | -------- | -------------------- | ---------------------- | -------- | ---------------------- | ------------- | -------------------- | ---------------------- | ------------ | -------------------- | -------------------- | -------- |
| Nakagava Szeiicsiró | Férfi egyéni | 10,241    | 25.       | kiesett              | kiesett                | kiesett  | kiesett              | kiesett                | kiesett  | kiesett                | kiesett       | kiesett              | kiesett                | kiesett      | kiesett              | kiesett              | 25.      |

Keirin
| Versenyző         | Versenyszám | 1. forduló | Vigaszág | 2. forduló | 7–12. helyért | Döntő    | Helyezés |
| Versenyző         | Versenyszám | Helyezés   | Helyezés | Helyezés   | Helyezés      | Helyezés | Helyezés |
| ----------------- | ----------- | ---------- | -------- | ---------- | ------------- | -------- | -------- |
| Yuta Wakimoto     | Férfi       | 6.         | 2.       | kiesett    | kiesett       | kiesett  | 13.      |
| Vatanabe Kazunari | Férfi       | 5.         | 4.       | kiesett    | kiesett       | kiesett  | 21.      |

Omnium
| Versenyző        | Versenyszám | 15 km-es scratch | 15 km-es scratch | 4 km-es egyéni üldözőverseny | 4 km-es egyéni üldözőverseny | 4 km-es egyéni üldözőverseny | Kieséses verseny | Kieséses verseny | 1000 m-es időfutam | 1000 m-es időfutam | 1000 m-es időfutam | 250 méter repülő rajt | 250 méter repülő rajt | 250 méter repülő rajt | 30 km-es pontverseny | 30 km-es pontverseny | Összesítés | Összesítés |
| Versenyző        | Versenyszám | Pont             | Hely.            | Idő                          | Pont                         | Hely.                        | Pont             | Hely.            | Idő                | Pont               | Hely.              | Idő                   | Pont                  | Hely.                 | Pont                 | Hely.                | Pont       | Helyezés   |
| ---------------- | ----------- | ---------------- | ---------------- | ---------------------------- | ---------------------------- | ---------------------------- | ---------------- | ---------------- | ------------------ | ------------------ | ------------------ | --------------------- | --------------------- | --------------------- | -------------------- | -------------------- | ---------- | ---------- |
| Kazushige Kuboki | Férfi       | 18               | 12.              | 4:39,889                     | 6                            | 18.                          | 34               | 4.               | 1:05,498           | 12                 | 15.                | 13,587                | 10                    | 16.                   | 1                    | 12.                  | 81         | 14.        |

| Versenyző         | Versenyszám | 10 km-es scratch | 10 km-es scratch | 3 km-es egyéni üldözőverseny | 3 km-es egyéni üldözőverseny | 3 km-es egyéni üldözőverseny | Kieséses verseny | Kieséses verseny | 500 m-es időfutam | 500 m-es időfutam | 500 m-es időfutam | 250 méter repülő rajt | 250 méter repülő rajt | 250 méter repülő rajt | 20 km-es pontverseny | 20 km-es pontverseny | Összesítés | Összesítés |
| Versenyző         | Versenyszám | Pont             | Hely.            | Idő                          | Pont                         | Hely.                        | Pont             | Hely.            | Idő               | Pont              | Hely.             | Idő                   | Pont                  | Hely.                 | Pont                 | Hely.                | Pont       | Helyezés   |
| ----------------- | ----------- | ---------------- | ---------------- | ---------------------------- | ---------------------------- | ---------------------------- | ---------------- | ---------------- | ----------------- | ----------------- | ----------------- | --------------------- | --------------------- | --------------------- | -------------------- | -------------------- | ---------- | ---------- |
| Sakura Tsukagoshi | Női         | 8                | 17.              | 3:46,842                     | 10                           | 16.                          | 8                | 17.              | 35,625            | 30                | 6.                | 14,638                | 12                    | 15.                   | 0                    | 14.                  | 68         | 16.        |

## Kosárlabda

### Női
| Japán női kosárlabdacsapat-játékoskeret                                                   | Japán női kosárlabdacsapat-játékoskeret                                                 |
| ----------------------------------------------------------------------------------------- | --------------------------------------------------------------------------------------- |
| - Josida Aszami - Kondó Kaede - Kurihara Mika - Macsida Rui - Mamija Juka - Mijazava Juki | - Mijosi Naho - Motokava Szanae - Nagaoka Moeko - Ó Aszako - Takada Mak - Tokasiki Ramu |

#### Eredmények
Csoportkör
A csoport
| Hely. | Csapat           | M | Gy | V | P+  | P–  | Pk  | P  |
| ----- | ---------------- | - | -- | - | --- | --- | --- | -- |
| 1.    | Ausztrália       | 5 | 5  | 0 | 400 | 345 | +55 | 10 |
| 2.    | Franciaország    | 5 | 3  | 2 | 344 | 343 | +1  | 8  |
| 3.    | Törökország      | 5 | 3  | 2 | 324 | 325 | −1  | 8  |
| 4.    | Japán            | 5 | 3  | 2 | 386 | 378 | +8  | 8  |
| 5.    | Fehéroroszország | 5 | 1  | 4 | 347 | 361 | −14 | 6  |
| 6.    | Brazília         | 5 | 0  | 5 | 335 | 384 | −49 | 5  |

| 2016. augusztus 6. 19:45 (00:45) | Fehéroroszország (BLR)                   | 73–77     | Japán       | Youth Arena, Rio de Janeiro Nézőszám: 2586 Játékvezetők: Damir Javor (SLO), Chahinaz Boussetta (MAR), Hvang Inthe (Hwang In-tae) (KOR) |
| 2016. augusztus 6. 19:45 (00:45) | (21–26, 19–15, 20–19, 13–17) Jegyzőkönyv |           |             | Youth Arena, Rio de Janeiro Nézőszám: 2586 Játékvezetők: Damir Javor (SLO), Chahinaz Boussetta (MAR), Hvang Inthe (Hwang In-tae) (KOR) |
| 2016. augusztus 6. 19:45 (00:45) | Levcsanka 15                             | Pont      | Kurihara 20 | Youth Arena, Rio de Janeiro Nézőszám: 2586 Játékvezetők: Damir Javor (SLO), Chahinaz Boussetta (MAR), Hvang Inthe (Hwang In-tae) (KOR) |
| 2016. augusztus 6. 19:45 (00:45) | Veramejenka 10                           | Lepattanó | Josida 9    | Youth Arena, Rio de Janeiro Nézőszám: 2586 Játékvezetők: Damir Javor (SLO), Chahinaz Boussetta (MAR), Hvang Inthe (Hwang In-tae) (KOR) |
| 2016. augusztus 6. 19:45 (00:45) | Harding 5                                | Gólpassz  | Josida 8    | Youth Arena, Rio de Janeiro Nézőszám: 2586 Játékvezetők: Damir Javor (SLO), Chahinaz Boussetta (MAR), Hvang Inthe (Hwang In-tae) (KOR) |

| 2016. augusztus 8. 17:30 (22:30) | Japán (JPN)                             | 82–66     | Brazília          | Youth Arena, Rio de Janeiro Nézőszám: 2624 Játékvezetők: José Reyes (MEX), Carlos Peruga (ESP),Nadege Zouzou (CIV) |
| 2016. augusztus 8. 17:30 (22:30) | (19–20, 28–13, 26–19, 9–14) Jegyzőkönyv |           |                   | Youth Arena, Rio de Janeiro Nézőszám: 2624 Játékvezetők: José Reyes (MEX), Carlos Peruga (ESP),Nadege Zouzou (CIV) |
| 2016. augusztus 8. 17:30 (22:30) | Tokasiki 23                             | Pont      | Castro Marques 20 | Youth Arena, Rio de Janeiro Nézőszám: 2624 Játékvezetők: José Reyes (MEX), Carlos Peruga (ESP),Nadege Zouzou (CIV) |
| 2016. augusztus 8. 17:30 (22:30) | Tokasiki 9                              | Lepattanó | Dos Santos 16     | Youth Arena, Rio de Janeiro Nézőszám: 2624 Játékvezetők: José Reyes (MEX), Carlos Peruga (ESP),Nadege Zouzou (CIV) |
| 2016. augusztus 8. 17:30 (22:30) | Josida 11                               | Gólpassz  | Pinto 6           | Youth Arena, Rio de Janeiro Nézőszám: 2624 Játékvezetők: José Reyes (MEX), Carlos Peruga (ESP),Nadege Zouzou (CIV) |

| 2016. augusztus 9. 17:45 (22:45) | Törökország (TUR)                       | 76–62     | Japán       | Youth Arena, Rio de Janeiro Nézőszám: 2624 Játékvezetők: Oļegs Latiševs (LAT), Ferdinand Pascual (PHI), Chanihaz Boussetta (MAR) |
| 2016. augusztus 9. 17:45 (22:45) | (24–9, 14–14, 19–16, 19–23) Jegyzőkönyv |           |             | Youth Arena, Rio de Janeiro Nézőszám: 2624 Játékvezetők: Oļegs Latiševs (LAT), Ferdinand Pascual (PHI), Chanihaz Boussetta (MAR) |
| 2016. augusztus 9. 17:45 (22:45) | Sanders 36                              | Pont      | Tokasiki 13 | Youth Arena, Rio de Janeiro Nézőszám: 2624 Játékvezetők: Oļegs Latiševs (LAT), Ferdinand Pascual (PHI), Chanihaz Boussetta (MAR) |
| 2016. augusztus 9. 17:45 (22:45) | Çağlar 9                                | Lepattanó | Tokasiki 7  | Youth Arena, Rio de Janeiro Nézőszám: 2624 Játékvezetők: Oļegs Latiševs (LAT), Ferdinand Pascual (PHI), Chanihaz Boussetta (MAR) |
| 2016. augusztus 9. 17:45 (22:45) | Alben, Çakır 5                          | Gólpassz  | Josida 7    | Youth Arena, Rio de Janeiro Nézőszám: 2624 Játékvezetők: Oļegs Latiševs (LAT), Ferdinand Pascual (PHI), Chanihaz Boussetta (MAR) |

| 2016. augusztus 11. 17:45 (22:45) | Japán (JPN)                              | 86–92     | Ausztrália         | Youth Arena, Rio de Janeiro Nézőszám: 3315 Játékvezetők: Anne Panther (GER), Leandro Lezcano (ARG), Ahmed Al-Bulushi (OMA) |
| 2016. augusztus 11. 17:45 (22:45) | (24–23, 26–25, 21–11, 15–33) Jegyzőkönyv |           |                    | Youth Arena, Rio de Janeiro Nézőszám: 3315 Játékvezetők: Anne Panther (GER), Leandro Lezcano (ARG), Ahmed Al-Bulushi (OMA) |
| 2016. augusztus 11. 17:45 (22:45) | Tokasiki 23                              | Pont      | Cambage 37         | Youth Arena, Rio de Janeiro Nézőszám: 3315 Játékvezetők: Anne Panther (GER), Leandro Lezcano (ARG), Ahmed Al-Bulushi (OMA) |
| 2016. augusztus 11. 17:45 (22:45) | Kurihara, Tokasiki 7                     | Lepattanó | Cambage 10         | Youth Arena, Rio de Janeiro Nézőszám: 3315 Játékvezetők: Anne Panther (GER), Leandro Lezcano (ARG), Ahmed Al-Bulushi (OMA) |
| 2016. augusztus 11. 17:45 (22:45) | Josida 11                                | Gólpassz  | Mitchell, Taylor 7 | Youth Arena, Rio de Janeiro Nézőszám: 3315 Játékvezetők: Anne Panther (GER), Leandro Lezcano (ARG), Ahmed Al-Bulushi (OMA) |

| 2016. augusztus 13. 17:45 (22:45) | Japán (JPN)                              | 79–71     | Franciaország       | Youth Arena, Rio de Janeiro Nézőszám: 3351 Játékvezetők: Sreten Radović (CRO), Carlos Peruga (ESP), Carlos Júlio (ANG) |
| 2016. augusztus 13. 17:45 (22:45) | (17–19, 23–13, 23–22, 16–17) Jegyzőkönyv |           |                     | Youth Arena, Rio de Janeiro Nézőszám: 3351 Játékvezetők: Sreten Radović (CRO), Carlos Peruga (ESP), Carlos Júlio (ANG) |
| 2016. augusztus 13. 17:45 (22:45) | Josida 24                                | Pont      | Époupa, Yacoubou 14 | Youth Arena, Rio de Janeiro Nézőszám: 3351 Játékvezetők: Sreten Radović (CRO), Carlos Peruga (ESP), Carlos Júlio (ANG) |
| 2016. augusztus 13. 17:45 (22:45) | Tokasiki 7                               | Lepattanó | Gruda 9             | Youth Arena, Rio de Janeiro Nézőszám: 3351 Játékvezetők: Sreten Radović (CRO), Carlos Peruga (ESP), Carlos Júlio (ANG) |
| 2016. augusztus 13. 17:45 (22:45) | Josida 7                                 | Gólpassz  | Gruda 4             | Youth Arena, Rio de Janeiro Nézőszám: 3351 Játékvezetők: Sreten Radović (CRO), Carlos Peruga (ESP), Carlos Júlio (ANG) |

Negyeddöntő
| 2016. augusztus 16. 18:45 (23:45) | Egyesült Államok (USA)                  | 110–64    | Japán          | Carioca Arena 1, Rio de Janeiro Játékvezetők: Carlos Peruga (ESP), Tuan Csu (Duan Zhu) (CHN), Carlos Júlio (ANG) |
| 2016. augusztus 16. 18:45 (23:45) | (30–23, 26–23, 25–13, 29–5) Jegyzőkönyv |           |                | Carioca Arena 1, Rio de Janeiro Játékvezetők: Carlos Peruga (ESP), Tuan Csu (Duan Zhu) (CHN), Carlos Júlio (ANG) |
| 2016. augusztus 16. 18:45 (23:45) | Moore, Taurasi 19                       | Pont      | Tokasiki 14    | Carioca Arena 1, Rio de Janeiro Játékvezetők: Carlos Peruga (ESP), Tuan Csu (Duan Zhu) (CHN), Carlos Júlio (ANG) |
| 2016. augusztus 16. 18:45 (23:45) | Griner 7                                | Lepattanó | négy játékos 3 | Carioca Arena 1, Rio de Janeiro Játékvezetők: Carlos Peruga (ESP), Tuan Csu (Duan Zhu) (CHN), Carlos Júlio (ANG) |
| 2016. augusztus 16. 18:45 (23:45) | Charles 5                               | Gólpassz  | Josida 8       | Carioca Arena 1, Rio de Janeiro Játékvezetők: Carlos Peruga (ESP), Tuan Csu (Duan Zhu) (CHN), Carlos Júlio (ANG) |

| Csapat      | Helyezés |
| ----------- | -------- |
| Japán (JPN) | 8.       |

## Labdarúgás

### Férfi
| Japán férfi labdarúgócsapat-játékoskeret | Japán férfi labdarúgócsapat-játékoskeret                                                                                                |
| --- | --- |
| - Aszano Takuma - Endó Vataru (c) - Fudzsiharu Hiroki* - Harakava Riki - Idegucsi Jószuke - Jadzsima Sinja - Kamekava Maszasi - Kóroki Sinzó* - Kusibiki Maszatosi | - Minamino Takumi - Muroja Szei - Nakadzsima Sója - Nakamura Kószuke - Ósima Rjóta - Siotani Cukasza* - Szuzuki Muszasi - Ueda Naomicsi |

* - túlkoros játékos

#### Eredmények
Csoportkör
B csoport
| Hely. | Csapat           | M | Gy | D | V | G+ | G– | Gk | P | Továbbjutás |
| ----- | ---------------- | - | -- | - | - | -- | -- | -- | - | ----------- |
| 1.    | Nigéria (NGR)    | 3 | 2  | 0 | 1 | 6  | 6  | 0  | 6 | Negyeddöntő |
| 2.    | Kolumbia (COL)   | 3 | 1  | 2 | 0 | 6  | 4  | +2 | 5 | Negyeddöntő |
| 3.    | Japán (JPN)      | 3 | 1  | 1 | 1 | 7  | 7  | 0  | 4 |             |
| 4.    | Svédország (SWE) | 3 | 0  | 1 | 2 | 2  | 4  | −2 | 1 |             |

| 2016. augusztus 4. 21:00 (3:00) |

| Nigéria (NGR)                             | 5–4               | Japán (JPN)                                                |
| ----------------------------------------- | ----------------- | ---------------------------------------------------------- |
| Sadiq 6' Etebo 11' 42' 51' (11-esből) 66' | (3–2) Jegyzőkönyv | Kóroki 9' (11-esből) Minamino 13' Aszano 70' Szuzuki 90+5' |

| Arena da Amazônia, Manaus Nézőszám: 29 996 Játékvezető: Clément Turpin (francia) |

| 2016. augusztus 7. 21:00 (3:00) |

| Japán (JPN)               | 2–2               | Kolumbia (COL)                       |
| ------------------------- | ----------------- | ------------------------------------ |
| Aszano 67' Nakadzsima 74' | (0–0) Jegyzőkönyv | Gutiérrez 59' Fudzsiharu 65' (öngól) |

| Arena da Amazônia, Manaus Nézőszám: 26 603 Játékvezető: Szergej Karaszjov (orosz) |

| 2016. augusztus 10. 19:00 (0:00) |

| Japán (JPN)  | 1–0               | Svédország (SWE) |
| ------------ | ----------------- | ---------------- |
| Jadzsima 65' | (0–0) Jegyzőkönyv |                  |

| Arena Fonte Nova, Salvador da Bahia Nézőszám: 17 821 Játékvezető: Malang Diedhiou (szenegáli) |

| Csapat      | Helyezés |
| ----------- | -------- |
| Japán (JPN) | 10.      |

## Lovaglás
Díjlovaglás
| Versenyző                                               | Ló                                | Versenyszám | 1. kör | 1. kör | 2. kör  | 2. kör  | Döntő   | Döntő   | Végeredmény | Végeredmény |
| Versenyző                                               | Ló                                | Versenyszám | Pont   | Hely.  | Pont    | Hely.   | Pont    | Hely.   | Pont        | Helyezés    |
| ------------------------------------------------------- | --------------------------------- | ----------- | ------ | ------ | ------- | ------- | ------- | ------- | ----------- | ----------- |
| Harada Kiicsi                                           | Egistar                           | Egyéni      | 68,286 | 45.    | kiesett | kiesett | kiesett | kiesett | kiesett     | kiesett     |
| Kitai Júko                                              | Don Lorean                        | Egyéni      | 64,271 | 48.    | kiesett | kiesett | kiesett | kiesett | kiesett     | kiesett     |
| Kuroki Akane                                            | Toots                             | Egyéni      | 66,900 | 50.    | kiesett | kiesett | kiesett | kiesett | kiesett     | kiesett     |
| Takahasi Maszanao                                       | Fabriano                          | Egyéni      | 62,986 | 58.    | kiesett | kiesett | kiesett | kiesett | kiesett     | kiesett     |
| Harada Kiicsi Kitai Júko Kuroki Akane Takahasi Maszanao | Egistar Don Lorean Toots Fabriano | Csapat      | 67,486 | 11.    | kiesett | kiesett |         |         | 67,486      | 11.         |

Díjugratás
| Versenyző                                                    | Ló                                            | Versenyszám | Selejtező | Selejtező | Selejtező | Selejtező | Selejtező | Selejtező     | Selejtező     | Selejtező     | Döntő   | Döntő   | Döntő   | Végeredmény | Végeredmény |
| Versenyző                                                    | Ló                                            | Versenyszám | 1. kör    | 1. kör    | 2. kör    | 2. kör    | 2. kör    | 3. kör        | 3. kör        | 3. kör        | 1. kör  | 1. kör  | 2. kör  | Végeredmény | Végeredmény |
| Versenyző                                                    | Ló                                            | Versenyszám | Bünt.     | Hely.     | Bünt.     | Össz.     | Hely.     | Bünt.         | Össz.         | Hely.         | Bünt.   | Hely.   | Bünt.   | Bünt.       | Helyezés    |
| ------------------------------------------------------------ | --------------------------------------------- | ----------- | --------- | --------- | --------- | --------- | --------- | ------------- | ------------- | ------------- | ------- | ------- | ------- | ----------- | ----------- |
| Fukusima Daiszuke                                            | Cornet 36                                     | Egyéni      | 47        | 68.       | kiesett   | kiesett   | kiesett   | kiesett       | kiesett       | kiesett       | kiesett | kiesett | kiesett | kiesett     | kiesett     |
| Maszui Tosiki                                                | Taloubetdarco K Z                             | Egyéni      | 16        | 64.       | kiesett   | kiesett   | kiesett   | kiesett       | kiesett       | kiesett       | kiesett | kiesett | kiesett | kiesett     | kiesett     |
| Szugitani Taizó                                              | Imothep                                       | Egyéni      | 16        | 64.       | kiesett   | kiesett   | kiesett   | kiesett       | kiesett       | kiesett       | kiesett | kiesett | kiesett | kiesett     | kiesett     |
| Takeda Reiko                                                 | Bardolino                                     | Egyéni      | 4         | 27.       | 1         | 5         | 26.       | nem ért célba | nem ért célba | nem ért célba | kiesett | kiesett | kiesett | kiesett     | kiesett     |
| Fukusima Daiszuke Maszui Tosiki Szugitani Taizó Takeda Reiko | Cornet 36 Taloubetdarco K Z Imothep Bardolino | Csapat      |           |           |           |           |           |               |               |               | 14      | 13.     | kiesett | kiesett     | kiesett     |

Lovastusa
| Versenyző        | Ló                | Versenyszám | Díjlovaglás | Díjlovaglás | Tereplovaglás | Tereplovaglás | Tereplovaglás | Díjugratás       | Díjugratás       | Díjugratás       | Díjugratás | Végeredmény | Végeredmény |
| Versenyző        | Ló                | Versenyszám | Díjlovaglás | Díjlovaglás | Tereplovaglás | Tereplovaglás | Tereplovaglás | Selejtező        | Selejtező        | Selejtező        | Döntő      | Végeredmény | Végeredmény |
| Versenyző        | Ló                | Versenyszám | Bünt.       | Hely.       | Bünt.         | Bünt. össz.   | Hely.         | Bünt.            | Bünt. össz.      | Hely.            | Bünt.      | Bünt.       | Helyezés    |
| ---------------- | ----------------- | ----------- | ----------- | ----------- | ------------- | ------------- | ------------- | ---------------- | ---------------- | ---------------- | ---------- | ----------- | ----------- |
| Kitadzsima Rjúzó | Just Chocolate    | Egyéni      | 57,7        | 60.         | 74,4          | 132,1         | 42.           | nem állt rajthoz | nem állt rajthoz | nem állt rajthoz | kiesett    | kiesett     | kiesett     |
| Óiva Josiaki     | The Duke of Cavan | Egyéni      | 47,0        | 29.         | 18,0          | 65,0          | 17.           | 4,0              | 69,0             | 20.              | 8,0        | 77,0        | 20.         |

## Műugrás
Férfi
| Versenyző    | Versenyszám    | Selejtező | Selejtező | Elődöntő | Elődöntő | Döntő   | Döntő    |
| Versenyző    | Versenyszám    | Pont      | Helyezés  | Pont     | Helyezés | Pont    | Helyezés |
| ------------ | -------------- | --------- | --------- | -------- | -------- | ------- | -------- |
| Szakai Só    | Egyéni műugrás | 373,70    | 22.       | kiesett  | kiesett  | kiesett | kiesett  |
| Teraucsi Ken | Egyéni műugrás | 380,85    | 20.       | kiesett  | kiesett  | kiesett | kiesett  |

Női
| Versenyző      | Versenyszám        | Selejtező | Selejtező | Elődöntő | Elődöntő | Döntő  | Döntő    |
| Versenyző      | Versenyszám        | Pont      | Helyezés  | Pont     | Helyezés | Pont   | Helyezés |
| -------------- | ------------------ | --------- | --------- | -------- | -------- | ------ | -------- |
| Itahasi Minami | Egyéni toronyugrás | 320,20    | 10.       | 335,55   | 8.       | 356,60 | 8.       |

## Ökölvívás
Férfi
| Versenyző         | Versenyszám | Selejtező                | Nyolcaddöntő                | Negyeddöntő       | Elődöntő          | Döntő             | Helyezés |
| Versenyző         | Versenyszám | Ellenfél Eredmény        | Ellenfél Eredmény           | Ellenfél Eredmény | Ellenfél Eredmény | Ellenfél Eredmény | Helyezés |
| ----------------- | ----------- | ------------------------ | --------------------------- | ----------------- | ----------------- | ----------------- | -------- |
| Moriszaka Arasi   | Harmatsúly  | Aram Avagyan (ARM) · 1-2 | kiesett                     | kiesett           | kiesett           | kiesett           | 17.      |
| Narimacu Daiszuke | Könnyűsúly  | Luís Machado (VEN) · 2-1 | Carlos Balderas (USA) · 0-3 | kiesett           | kiesett           | kiesett           | 9.       |

## Öttusa
| Versenyző       | Versenyszám | Vívás (V) | Vívás (V) | Úszás   | Úszás | Úszás | Bónusz vívás (B) | Bónusz vívás (B) | Bónusz vívás (B) | Lovaglás | Lovaglás | Lovaglás | Lovaglás | Futás/Lövészet | Futás/Lövészet | Futás/Lövészet | Futás/Lövészet | Összesen    | Összesen |
| Versenyző       | Versenyszám | Eredmény  | Pont      | Idő     | Pont  | Hely. | Eredmény         | Pont             | V+B Hely.        | Idő      | Hibapont | Pont     | Hely.    | Lövőhiba       | Idő            | Pont           | Hely.          | Összes pont | Helyezés |
| --------------- | ----------- | --------- | --------- | ------- | ----- | ----- | ---------------- | ---------------- | ---------------- | -------- | -------- | -------- | -------- | -------------- | -------------- | -------------- | -------------- | ----------- | -------- |
| Ivamoto Sóhei   | Férfi       | 9–26      | 154       | 2:08,65 | 315   | 33.   | 0–1              | 1                | 36.              | 74,90    | 0        | 300      | 1.       | 9              | 11:54,59       | 586            | 29.            | 1355        | 29.      |
| Migucsi Tomoja  | Férfi       | 20–15     | 220       | 2:02,62 | 333   | 12.   | 0–1              | 0                | 11.              | 80,30    | 19       | 281      | 20.      | 5              | 12:02,88       | 578            | 30.            | 1412        | 22.      |
| Tomonaga Nacumi | Női         | 15–20     | 190       | 2:15,63 | 294   | 12.   | 0–1              | 0                | 27.              | 77,03    | 2        | 298      | 6.       | 5              | 12:55,44       | 525            | 14.            | 1307        | 12.      |

## Rögbi

### Férfi
| Japán férfi rögbi-játékoskeret                                                                       | Japán férfi rögbi-játékoskeret                                                                           |
| --- | --- |
| - Fukuoka Kenki - Gója Kazuhiro - Gotó Teruja - Hano Kazusi - Hikoszaka Maszakacu - Kuvazuru Júszaku | - Lomano Lemeki - Szakai Kacujuki - Szoedzsima Kameli - Tojosima Sóhei - Tokunaga Jositaka - Lote Tuqiri |

#### Eredmények
Csoportkör
B csoport
| Csapat               | M | Gy | D | V | P+ | P– | Pk  | P |
| -------------------- | - | -- | - | - | -- | -- | --- | - |
| Nagy-Britannia (GBR) | 3 | 3  | 0 | 0 | 73 | 45 | +28 | 9 |
| Japán (JPN)          | 3 | 2  | 0 | 1 | 64 | 40 | +24 | 7 |
| Új-Zéland (NZL)      | 3 | 1  | 0 | 2 | 59 | 40 | +19 | 5 |
| Kenya (KEN)          | 3 | 0  | 0 | 3 | 19 | 90 | –71 | 3 |

| 2016. augusztus 9. 12:30 (17:30) |                   | Új-Zéland (NZL) | 12–14 | Japán (JPN) |  | Deodoro Stadion, Rio de Janeiro |
| 2016. augusztus 9. 12:30 (17:30) | (7–7) Jegyzőkönyv |                 |       |             |  | Deodoro Stadion, Rio de Janeiro |

| 2016. augusztus 9. 17:00 (22:00) |                    | Nagy-Britannia (GBR) | 21–19 | Japán (JPN) |  | Deodoro Stadion, Rio de Janeiro |
| 2016. augusztus 9. 17:00 (22:00) | (14–7) Jegyzőkönyv |                      |       |             |  | Deodoro Stadion, Rio de Janeiro |

| 2016. augusztus 10. 12:00 (17:00) |                    | Kenya (KEN) | 7–31 | Japán (JPN) |  | Deodoro Stadion, Rio de Janeiro |
| 2016. augusztus 10. 12:00 (17:00) | (7–14) Jegyzőkönyv |             |      |             |  | Deodoro Stadion, Rio de Janeiro |

Negyeddöntő
| 2016. augusztus 10. 17:30 (22:30) |                   | Japán (JPN) | 12–7 | Franciaország (FRA) |  | Deodoro Stadion, Rio de Janeiro |
| 2016. augusztus 10. 17:30 (22:30) | (0–7) Jegyzőkönyv |             |      |                     |  | Deodoro Stadion, Rio de Janeiro |

Elődöntő
| 2016. augusztus 11. 14:30 (19:30) |                    | Fidzsi-szigetek (FIJ) | 20–5 | Japán (JPN) |  | Deodoro Stadion, Rio de Janeiro |
| 2016. augusztus 11. 14:30 (19:30) | (10–5) Jegyzőkönyv |                       |      |             |  | Deodoro Stadion, Rio de Janeiro |

Bronzmérkőzés
| 2016. augusztus 11. 18:30 (23:30) |                    | Japán (JPN) | 14–54 | Dél-afrikai Köztársaság (RSA) |  | Deodoro Stadion, Rio de Janeiro |
| 2016. augusztus 11. 18:30 (23:30) | (7–21) Jegyzőkönyv |             |       |                               |  | Deodoro Stadion, Rio de Janeiro |

| Csapat      | Helyezés |
| ----------- | -------- |
| Japán (JPN) | 4.       |

### Női
| Japán női rögbi-játékoskeret                                                                               | Japán női rögbi-játékoskeret                                                                        |
| --- | --------------------------------------------------------------------------------------------------- |
| - Jamagucsi Marie - Jamanaka Mio - Jokoo Csiszato - Kanemcau Juka - Koide Mifuju - Kuvai Ano - Micugi Kana | - Nakamura Csiharu - Ókuroda Jume - Szuzuki Ajaka - Takeucsi Aja - Tanigucsi Noriko - Tomita Makiko |

#### Eredmények
Csoportkör
C csoport
| Csapat               | M | Gy | D | V | P+ | P–  | Pk   | P |
| -------------------- | - | -- | - | - | -- | --- | ---- | - |
| Nagy-Britannia (GBR) | 3 | 3  | 0 | 0 | 91 | 3   | +88  | 9 |
| Kanada (CAN)         | 3 | 2  | 0 | 1 | 83 | 22  | +61  | 7 |
| Brazília (BRA)       | 3 | 1  | 0 | 2 | 29 | 77  | –48  | 5 |
| Japán (JPN)          | 3 | 0  | 0 | 3 | 10 | 111 | –101 | 3 |

| 2016. augusztus 6. 12:30 (17:30) |                    | Kanada (CAN) | 45–0 | Japán (JPN) |  | Deodoro Stadion, Rio de Janeiro |
| 2016. augusztus 6. 12:30 (17:30) | (26–0) Jegyzőkönyv |              |      |             |  | Deodoro Stadion, Rio de Janeiro |

| 2016. augusztus 6. 17:00 (22:00) |                    | Nagy-Britannia (GBR) | 40–0 | Japán (JPN) |  | Deodoro Stadion, Rio de Janeiro |
| 2016. augusztus 6. 17:00 (22:00) | (26–0) Jegyzőkönyv |                      |      |             |  | Deodoro Stadion, Rio de Janeiro |

| 2016. augusztus 7. 12:00 (17:00) |                   | Brazília (BRA) | 26–10 | Japán (JPN) |  | Deodoro Stadion, Rio de Janeiro |
| 2016. augusztus 7. 12:00 (17:00) | (5–5) Jegyzőkönyv |                |       |             |  | Deodoro Stadion, Rio de Janeiro |

A 9–12. helyért
| 2016. augusztus 7. 16:30 (21:30) |                   | Kenya (KEN) | 0–24 | Japán (JPN) |  | Deodoro Stadion, Rio de Janeiro |
| 2016. augusztus 7. 16:30 (21:30) | (0–5) Jegyzőkönyv |             |      |             |  | Deodoro Stadion, Rio de Janeiro |

A 9. helyért
| 2016. augusztus 8. 13:00 (18:00) |                    | Brazília (BRA) | 33–5 | Japán (JPN) |  | Deodoro Stadion, Rio de Janeiro |
| 2016. augusztus 8. 13:00 (18:00) | (12–5) Jegyzőkönyv |                |      |             |  | Deodoro Stadion, Rio de Janeiro |

| Csapat      | Helyezés |
| ----------- | -------- |
| Japán (JPN) | 10.      |

## Röplabda

### Női
| Japán női röplabdacsapat-játékoskeret                                                      | Japán női röplabdacsapat-játékoskeret                                                             |
| ------------------------------------------------------------------------------------------ | ------------------------------------------------------------------------------------------------- |
| - Araki Erika - Isii Juki - Jamagucsi Mai - Kimura Szaori - Mijasita Haruka - Nabeja Jurie | - Nagaoka Miju - Simamura Harujo - Szakoda Szaori - Szató Arisza - Tasiro Kanami - Zajaszu Kotoki |

#### Eredmények
Csoportkör
A csoport
|       |                   | Mérkőzések | Mérkőzések | Mérkőzések | Mérkőzések | Szettek | Szettek | Szettek | Pontok | Pontok | Pontok |
| Hely. | Csapat            | M          | Gy         | V          | Pont       | Sz+     | Sz–     | SzA     | P+     | P–     | PA     |
| ----- | ----------------- | ---------- | ---------- | ---------- | ---------- | ------- | ------- | ------- | ------ | ------ | ------ |
| 1.    | Brazília (BRA)    | 5          | 5          | 0          | 15         | 15      | 0       | —       | 377    | 272    | 1,386  |
| 2.    | Oroszország (RUS) | 5          | 4          | 1          | 12         | 12      | 4       | 3,000   | 393    | 323    | 1,217  |
| 3.    | Dél-Korea (KOR)   | 5          | 3          | 2          | 9          | 10      | 7       | 1,429   | 384    | 372    | 1,032  |
| 4.    | Japán (JPN)       | 5          | 2          | 3          | 6          | 7       | 9       | 0,778   | 347    | 364    | 0,953  |
| 5.    | Argentína (ARG)   | 5          | 1          | 4          | 2          | 3       | 14      | 0,214   | 319    | 407    | 0,784  |
| 6.    | Kamerun (CMR)     | 5          | 0          | 5          | 1          | 2       | 15      | 0,133   | 328    | 410    | 0,800  |

| 2016. augusztus 6. 9:30 (14:30) | Japán (JPN)                              | 1–3 | Dél-Korea (KOR) | Ginásio do Maracanãzinho, Rio de Janeiro Nézőszám: 5760 Játékvezető: Denny Cespedes (DOM), Patricia Rolf (USA) |
| 2016. augusztus 6. 9:30 (14:30) | (25–19, 15–25, 17–25, 21–25) Jegyzőkönyv |     |                 | Ginásio do Maracanãzinho, Rio de Janeiro Nézőszám: 5760 Játékvezető: Denny Cespedes (DOM), Patricia Rolf (USA) |

| 2016. augusztus 8. 11:35 (16:35) | Japán (JPN)                       | 3–0 | Kamerun (CMR) | Ginásio do Maracanãzinho, Rio de Janeiro Nézőszám: 5400 Játékvezető: Rogerio Espicalsky (BRA), Hernán Casamiquela (ARG) |
| 2016. augusztus 8. 11:35 (16:35) | (25–20, 25–15, 25–17) Jegyzőkönyv |     |               | Ginásio do Maracanãzinho, Rio de Janeiro Nézőszám: 5400 Játékvezető: Rogerio Espicalsky (BRA), Hernán Casamiquela (ARG) |

| 2016. augusztus 10. 22:35 (3:35) | Brazília (BRA)                    | 3–0 | Japán (JPN) | Ginásio do Maracanãzinho, Rio de Janeiro Nézőszám: 8759 Játékvezető: Susana Rodríguez (ESP), Luís Macias (MEX) |
| 2016. augusztus 10. 22:35 (3:35) | (25–18, 25–18, 25–22) Jegyzőkönyv |     |             | Ginásio do Maracanãzinho, Rio de Janeiro Nézőszám: 8759 Játékvezető: Susana Rodríguez (ESP), Luís Macias (MEX) |

| 2016. augusztus 12. 20:30 (1:30) | Oroszország (RUS)                 | 3–0 | Japán (JPN) | Ginásio do Maracanãzinho, Rio de Janeiro Nézőszám: 7448 Játékvezető: Mohammad Shahmiri (IRI), Heike Kraft (GER) |
| 2016. augusztus 12. 20:30 (1:30) | (25–14, 30–28, 25–18) Jegyzőkönyv |     |             | Ginásio do Maracanãzinho, Rio de Janeiro Nézőszám: 7448 Játékvezető: Mohammad Shahmiri (IRI), Heike Kraft (GER) |

| 2016. augusztus 14. 20:30 (1:30) | Japán (JPN)                       | 3–0 | Argentína (ARG) | Ginásio do Maracanãzinho, Rio de Janeiro Nézőszám: 5939 Játékvezető: Denny Cespedes (DOM), Fabrizio Pasquali (ITA) |
| 2016. augusztus 14. 20:30 (1:30) | (25–23, 25–16, 26–24) Jegyzőkönyv |     |                 | Ginásio do Maracanãzinho, Rio de Janeiro Nézőszám: 5939 Játékvezető: Denny Cespedes (DOM), Fabrizio Pasquali (ITA) |

Negyeddöntő
| 2016. augusztus 16. 14:00 (19:00) | Japán (JPN)                       | 0–3 | Egyesült Államok (USA) | Ginásio do Maracanãzinho, Rio de Janeiro Nézőszám: 7226 Játékvezető: Paulo Turci (BRA), Heike Kraft (GER) |
| 2016. augusztus 16. 14:00 (19:00) | (16–25, 23–25, 22–25) Jegyzőkönyv |     |                        | Ginásio do Maracanãzinho, Rio de Janeiro Nézőszám: 7226 Játékvezető: Paulo Turci (BRA), Heike Kraft (GER) |

| Csapat      | Helyezés |
| ----------- | -------- |
| Japán (JPN) | 5.       |

## Sportlövészet
Férfi
| Versenyző         | Versenyszám           | Selejtező | Selejtező | Döntő   | Döntő    |
| Versenyző         | Versenyszám           | Pont      | Helyezés  | Pont    | Helyezés |
| ----------------- | --------------------- | --------- | --------- | ------- | -------- |
| Akijama Terujosi  | Gyorstüzelő pisztoly  | 564       | 22.       | kiesett | kiesett  |
| Mori Eita         | Gyorstüzelő pisztoly  | 570       | 19.       | kiesett | kiesett  |
| Macuda Tomojuki   | Légpisztoly           | 576       | 22.       | kiesett | kiesett  |
| Macuda Tomojuki   | Szabadpisztoly        | 550       | 19.       | kiesett | kiesett  |
| Okada Naoja       | Légpuska              | 622,6     | 20.       | kiesett | kiesett  |
| Jamasita Tosikazu | Légpuska              | 619,5     | 36.       | kiesett | kiesett  |
| Jamasita Tosikazu | Sportpuska, összetett | 1169      | 22.       | kiesett | kiesett  |
| Jamasita Tosikazu | Sportpuska, fekvő     | 617,4     | 41.       | kiesett | kiesett  |

Női
| Versenyző      | Versenyszám   | Selejtező | Selejtező | Elődöntő | Elődöntő | Döntő   | Döntő    |
| Versenyző      | Versenyszám   | Pont      | Helyezés  | Pont     | Helyezés | Pont    | Helyezés |
| -------------- | ------------- | --------- | --------- | -------- | -------- | ------- | -------- |
| Szató Akiko    | Légpisztoly   | 369       | 42.       |          |          | kiesett | kiesett  |
| Szató Akiko    | Sportpisztoly | 565       | 34.       | kiesett  | kiesett  | kiesett | kiesett  |
| Nakajama Jukie | Trap          | 61        | 20.       | kiesett  | kiesett  | kiesett | kiesett  |
| Isihara Naoko  | Skeet         | 62        | 18.       | kiesett  | kiesett  | kiesett | kiesett  |

## Súlyemelés
Férfi
| Versenyző        | Versenyszám | Szakítás | Szakítás | Lökés    | Lökés    | Összesen | Helyezés |
| Versenyző        | Versenyszám | Eredmény | Helyezés | Eredmény | Helyezés | Összesen | Helyezés |
| ---------------- | ----------- | -------- | -------- | -------- | -------- | -------- | -------- |
| Takao Hiroaki    | 56 kg       | 111      | 11.      | 138      | 12.      | 249      | 11.      |
| Itokazu Jóicsi   | 62 kg       | 133      | 4.       | 169      | 4.       | 302      | 4.       |
| Nakajama Jószuke | 62 kg       | 121      | 10.      | 145      | 12.      | 266      | 12.      |

Női
| Versenyző       | Versenyszám | Szakítás | Szakítás | Lökés    | Lökés    | Összesen | Helyezés |
| Versenyző       | Versenyszám | Eredmény | Helyezés | Eredmény | Helyezés | Összesen | Helyezés |
| --------------- | ----------- | -------- | -------- | -------- | -------- | -------- | -------- |
| Mijake Hiromi   | 48 kg       | 81       | 8.       | 107      | 3.       | 188      |          |
| Jagi Kanae      | 53 kg       | 81       | 7.       | 105      | 5.       | 186      | 6.       |
| Andó Mikiko     | 58 kg       | 94       | 8.       | 124      | 4.       | 218      | 5.       |
| Macumoto Namika | 63 kg       | 90       | 10.      | 115      | 9.       | 205      | 9.       |

## Szinkronúszás
| Versenyző | Versenyszám | Technikai gyakorlat | Technikai gyakorlat | Selejtező        | Selejtező        | Selejtező  | Selejtező  | Döntő            | Döntő            | Döntő      | Döntő      | Helyezés |
| Versenyző | Versenyszám | Technikai gyakorlat | Technikai gyakorlat | Szabad gyakorlat | Szabad gyakorlat | Összesítés | Összesítés | Szabad gyakorlat | Szabad gyakorlat | Összesítés | Összesítés | Helyezés |
| Versenyző | Versenyszám | Pont                | Hely.               | Pont             | Hely.            | Pont       | Hely.      | Pont             | Hely.            | Pont       | Hely.      | Helyezés |
| --- | ----------- | ------------------- | ------------------- | ---------------- | ---------------- | ---------- | ---------- | ---------------- | ---------------- | ---------- | ---------- | -------- |
| Inui Jukiko Micui Riszako                                                                                            | Páros       | 93,1214             | 4.                  | 94,4000          | 3.               | 187,5214   | 3.         | 94,9333          | 3.               | 188,0547   | 3.         |          |
| Hajasi Aiko Hakojama Aika Inui Jukiko Marumo Kei Micui Riszako Nakamaki Kanami Nakamura Mai Omata Kano Josida Kurumi | Csapat      | 93,7723             | 3.                  |                  |                  |            |            | 95,4333          | 3.               | 189,2056   | 3.         |          |

## Taekwondo
Női
| Versenyző   | Versenyszám | Nyolcaddöntő              | Negyeddöntő              | Elődöntő          | Vigaszág elődöntő | Bronz- mérkőzés   | Döntő             | Helyezés |
| Versenyző   | Versenyszám | Ellenfél Eredmény         | Ellenfél Eredmény        | Ellenfél Eredmény | Ellenfél Eredmény | Ellenfél Eredmény | Ellenfél Eredmény | Helyezés |
| ----------- | ----------- | ------------------------- | ------------------------ | ----------------- | ----------------- | ----------------- | ----------------- | -------- |
| Hamada Maju | Pehelysúly  | Rahma Ben Ali (TUN) · 9-0 | Hedaya Malak (EGY) · 0-3 | kiesett           |                   |                   |                   | 9.       |

## Tenisz
Férfi
| Versenyző      | Versenyszám | 64-es főtábla                         | 32-es főtábla                      | Nyolcaddöntő                                     | Negyeddöntő                                  | Elődöntő                     | Bronz- mérkőzés                         | Döntő             | Helyezés |
| Versenyző      | Versenyszám | Ellenfél Eredmény                     | Ellenfél Eredmény                  | Ellenfél Eredmény                                | Ellenfél Eredmény                            | Ellenfél Eredmény            | Ellenfél Eredmény                       | Ellenfél Eredmény | Helyezés |
| -------------- | ----------- | ------------------------------------- | ---------------------------------- | ------------------------------------------------ | -------------------------------------------- | ---------------------------- | --------------------------------------- | ----------------- | -------- |
| Daniel Taró    | Egyes       | Jack Sock (USA) · 6-4, 6-4            | Kyle Edmund (GBR) · 6-4, 7-5       | Juan Martín del Potro (ARG) · 7-6(7–4), 1-6, 2-6 | kiesett                                      | kiesett                      | kiesett                                 | kiesett           | 9.       |
| Nisikori Kei   | Egyes       | Albert Ramos-Viñolas (ESP) · 6-2, 6-4 | John Millman (AUS) · 7-6(7–4), 6-4 | Andrej Martin (SVK) · 6-2, 6-2                   | Gaël Monfils (FRA) · 7-6(7–4), 4-6, 7-6(8–6) | Andy Murray (GBR) · 1-6, 4-6 | Rafael Nadal (ESP) · 6-2, 6-7(1–7), 6-3 |                   |          |
| Szugita Júicsi | Egyes       | Brian Baker (USA) · 5-7, 7-5, 6-4     | Gilles Simon (FRA) · 6-7(3–7), 2–6 | kiesett                                          | kiesett                                      | kiesett                      | kiesett                                 | kiesett           | 17.      |

Női
| Versenyző              | Versenyszám | 64-es főtábla                            | 32-es főtábla                                                               | Nyolcaddöntő                                                                | Negyeddöntő       | Elődöntő          | Bronz- mérkőzés   | Döntő             | Helyezés |
| Versenyző              | Versenyszám | Ellenfél Eredmény                        | Ellenfél Eredmény                                                           | Ellenfél Eredmény                                                           | Ellenfél Eredmény | Ellenfél Eredmény | Ellenfél Eredmény | Ellenfél Eredmény | Helyezés |
| ---------------------- | ----------- | ---------------------------------------- | --------------------------------------------------------------------------- | --------------------------------------------------------------------------- | ----------------- | ----------------- | ----------------- | ----------------- | -------- |
| Doi Miszaki            | Egyes       | Jaroszlava Svedova (KAZ) · 6-3, 6-4      | Samantha Stosur (AUS) · 3-6, 4-6                                            | kiesett                                                                     | kiesett           | kiesett           | kiesett           | kiesett           | 17.      |
| Hibino Nao             | Egyes       | Irina-Camelia Begu (ROU) · 6-4, 3-6, 6-3 | Garbiñe Muguruza (ESP) · 1-6, 1-6                                           | kiesett                                                                     | kiesett           | kiesett           | kiesett           | kiesett           | 17.      |
| Doi Miszaki Hozumi Eri | Páros       |                                          | Franciaország (FRA) · Caroline Garcia · Kristina Mladenovic · 6-0, 0-6, 6-4 | Oroszország (RUS) · Darja Kaszatkina · Szvetlana Kuznyecova · 4-6, 6-1, 1-6 | kiesett           | kiesett           | kiesett           | kiesett           | 9.       |

## Tollaslabda
| Versenyző                       | Versenyszám  | Csoportkör | Csoportkör | Nyolcaddöntő                                | Negyeddöntő                                                                    | Elődöntő                                                                                             | Bronz- mérkőzés                               | Döntő                                                                        | Helyezés |
| Versenyző                       | Versenyszám  | Ellenfél Eredmény | Hely.      | Ellenfél Eredmény                           | Ellenfél Eredmény                                                              | Ellenfél Eredmény                                                                                    | Ellenfél Eredmény                             | Ellenfél Eredmény                                                            | Helyezés |
| ------------------------------- | ------------ | --- | ---------- | ------------------------------------------- | ------------------------------------------------------------------------------ | --- | --------------------------------------------- | ---------------------------------------------------------------------------- | -------- |
| Szaszaki Só                     | Férfi egyes  | I csoport · Petr Koukal (CZE) · 21–10, 16–21, 21–12 · Rajiv Ouseph (GBR) · 15–21, 9–21 | 2.         | kiesett                                     | kiesett                                                                        | kiesett                                                                                              | kiesett                                       | kiesett                                                                      | 14.      |
| Endó Hirojuki Hajakava Kenicsi  | Férfi páros  | D csoport · Kína (CHN) · Chai Biao · Hong Wei · 21–18, 14–21, 23–21 · Indonézia (INA) · Muhammad Ahsan · Hendra Setiawan · 21–17, 16–21, 21–14 · India (IND) · Manu Attri · B. Sumeeth Reddy · 21–23, 11–21                | 1.         |                                             | Nagy-Britannia (GBR) · Marcus Ellis · Chris Langridge · 19–21, 17–21           | kiesett                                                                                              | kiesett                                       | kiesett                                                                      | 5.       |
| Jamagucsi Akane                 | Női egyes    | K csoport · Kristína Gavnholt (CZE) · 20–22, 21–12, 21–15 · Tee Jing Yi (MAS) · 21–18, 21–5 | 1.         | Ratchanok Inthanon (THA) · 21–19, 21–16     | Okuhara Nozomi (JPN) · 21–11, 17–21, 10–21                                     | kiesett                                                                                              | kiesett                                       | kiesett                                                                      | 5.       |
| Okuhara Nozomi                  | Női egyes    | J csoport · Vũ Thị Trang (VIE) · 21–10, 21–8 · Lindaweni Fanetri (INA) · 21–12, 21–12 | 1.         | Pe Jondzsu (Bae Yeon-ju) (KOR) · 21–6, 21–7 | Jamagucsi Akane (JPN) · 11–21, 21–17, 21–10                                    | Pusarla Sindhu (IND) · 19–21, 10–21                                                                  | Li Hsüe-zsuj (Li Xuerui) (CHN) · visszalépett |                                                                              |          |
| Macutomo Miszaki Takahasi Ajaka | Női páros    | A csoport · India (IND) · Dzsvála Gutta · Ásvini Ponnappa · 21–15, 21–10 · Thaiföld (THA) · Puttita Supajirakul · Sapsiree Taerattanachai · 21–15, 21–15 · Hollandia (NED) · Eefje Muskens · Selena Piek · 21–9, 21–11     | 1.         |                                             | Malajzia (MAS) · Vivian Hoo · Woon Khe Wei · 21–16, 18–21, 21–19               | Dél-Korea (KOR) · Csong Gjongun (Jeong Gyeong-eun) · Sin Szungcshan (Shin Seung-chan) · 21–16, 21–15 |                                               | Dánia (DEN) · Christinna Pedersen · Kamilla Rytter Juhl · 18–21, 21–9, 21–19 |          |
| Kazuno Kenta Kurihara Ajane     | Vegyes páros | D csoport · Hollandia (NED) · Jacco Arends · Selena Piek · 21–14, 21–19 · Egyesült Államok (USA) · Phillip Chew · Jamie Subandhi · 21–6, 21–12 · Dél-Korea (KOR) · Kim Hana · Ko Szonghjon (Go Seong-hyeon) · 23–25, 17–21 | 2.         |                                             | Kína (CHN) · Csang Nan (Zhang Nan) · Csao Jün-lej (Zhao Yunlei) · 14–21, 12–21 | kiesett                                                                                              | kiesett                                       | kiesett                                                                      | 5.       |

## Torna
Férfi
| Versenyző                                                             | Versenyszám      | Selejtező | Selejtező | Döntő    | Döntő    |
| Versenyző                                                             | Versenyszám      | Pontszám  | Helyezés  | Pontszám | Helyezés |
| --------------------------------------------------------------------- | ---------------- | --------- | --------- | -------- | -------- |
| Jamamuro Kódzsi                                                       | Korlát           | 12,733    | 66.       | kiesett  | kiesett  |
| Jamamuro Kódzsi                                                       | Nyújtó           | 14,333    | 33.*      | kiesett  | kiesett  |
| Jamamuro Kódzsi                                                       | Gyűrű            | 14,700    | 21.       | kiesett  | kiesett  |
| Jamamuro Kódzsi                                                       | Lólengés         | 14,533    | 24.       | kiesett  | kiesett  |
| Kató Rjóhei                                                           | Talaj            | 15,033    | 16.       | kiesett  | kiesett  |
| Kató Rjóhei                                                           | Korlát           | 15,500    | 8.        | 15,233   | 7.       |
| Kató Rjóhei                                                           | Nyújtó           | 15,000    | 11.       | kiesett  | kiesett  |
| Kató Rjóhei                                                           | Gyűrű            | 13,966    | 49.       | kiesett  | kiesett  |
| Kató Rjóhei                                                           | Lólengés         | 14,800    | 18.       | kiesett  | kiesett  |
| Kató Rjóhei                                                           | Egyéni összetett | 89,232    | 6.        | 88,590   | 11.      |
| Sirai Kenzó                                                           | Talaj            | 15,333    | 6.        | 15,366   | 4.       |
| Sirai Kenzó                                                           | Ugrás            | 15,283    | 3.        | 15,449   |          |
| Tanaka Júszuke                                                        | Talaj            | 15,233    | 8.        | kiesett  | kiesett  |
| Tanaka Júszuke                                                        | Korlát           | 13,866    | 55.       | kiesett  | kiesett  |
| Tanaka Júszuke                                                        | Nyújtó           | 14,666    | 24.       | kiesett  | kiesett  |
| Tanaka Júszuke                                                        | Gyűrű            | 14,733    | 17.       | kiesett  | kiesett  |
| Tanaka Júszuke                                                        | Lólengés         | 13,366    | 57.       | kiesett  | kiesett  |
| Ucsimura Kóhei                                                        | Talaj            | 15,533    | 3.        | 15,241   | 5.       |
| Ucsimura Kóhei                                                        | Korlát           | 15,466    | 10.       | kiesett  | kiesett  |
| Ucsimura Kóhei                                                        | Nyújtó           | 14,300    | 37.       | kiesett  | kiesett  |
| Ucsimura Kóhei                                                        | Gyűrű            | 14,700    | 20.       | kiesett  | kiesett  |
| Ucsimura Kóhei                                                        | Lólengés         | 14,966    | 14.       | kiesett  | kiesett  |
| Ucsimura Kóhei                                                        | Egyéni összetett | 90,498    | 2.        | 92,365   |          |
| Jamamuro Kódzsi Kató Rjóhei Sirai Kenzó Tanaka Júszuke Ucsimura Kóhei | Csapat összetett | 269,294   | 4.        | 274,094  |          |

Női
| Versenyző                                                               | Versenyszám      | Selejtező | Selejtező | Döntő    | Döntő    |
| Versenyző                                                               | Versenyszám      | Pontszám  | Helyezés  | Pontszám | Helyezés |
| ----------------------------------------------------------------------- | ---------------- | --------- | --------- | -------- | -------- |
| Mijagava Szae                                                           | Talaj            | 13,266    | 49.       | kiesett  | kiesett  |
| Mijagava Szae                                                           | Ugrás            | 14,366    | 16.       | kiesett  | kiesett  |
| Murakami Mai                                                            | Talaj            | 14,566    | 8.        | 14,533   | 7.       |
| Murakami Mai                                                            | Felemás korlát   | 14,166    | 38.       | kiesett  | kiesett  |
| Murakami Mai                                                            | Gerenda          | 13,833    | 34.       | kiesett  | kiesett  |
| Murakami Mai                                                            | Egyéni összetett | 57,265    | 9.        | 56,665   | 14.      |
| Szugihara Aiko                                                          | Talaj            | 14,033    | 21.       | kiesett  | kiesett  |
| Szugihara Aiko                                                          | Felemás korlát   | 14,400    | 33.       | kiesett  | kiesett  |
| Szugihara Aiko                                                          | Gerenda          | 14,133    | 25.       | kiesett  | kiesett  |
| Szugihara Aiko                                                          | Egyéni összetett | 56,866    | 16.       | kiesett  | kiesett  |
| Teramoto Aszuka                                                         | Talaj            | 13,700    | 32.       | kiesett  | kiesett  |
| Teramoto Aszuka                                                         | Felemás korlát   | 14,900    | 16.       | kiesett  | kiesett  |
| Teramoto Aszuka                                                         | Gerenda          | 13,666    | 39.       | kiesett  | kiesett  |
| Teramoto Aszuka                                                         | Egyéni összetett | 57,066    | 12.       | 57,965   | 8.       |
| Ucsijama Juki                                                           | Felemás korlát   | 14,800    | 18.       | kiesett  | kiesett  |
| Ucsijama Juki                                                           | Gerenda          | 13,733    | 37.       | kiesett  | kiesett  |
| Mijagava Szae Murakami Mai Szugihara Aiko Teramoto Aszuka Ucsijama Juki | Csapat összetett | 172,564   | 7.        | 174,371  | 4.       |

* - egy másik versenyzővel azonos eredményt ért el

### Ritmikus gimnasztika
| Versenyző     | Versenyszám | Selejtező | Selejtező | Selejtező | Selejtező | Selejtező | Selejtező | Selejtező | Selejtező | Selejtező | Selejtező | Döntő   | Döntő   | Döntő   | Döntő   | Döntő    | Döntő    | Döntő   | Döntő   | Döntő    | Döntő    | Helyezés |
| Versenyző     | Versenyszám | Karika    | Karika    | Labda     | Labda     | Buzogány  | Buzogány  | Szalag    | Szalag    | Összesen  | Összesen  | Karika  | Karika  | Labda   | Labda   | Buzogány | Buzogány | Szalag  | Szalag  | Összesen | Összesen | Helyezés |
| Versenyző     | Versenyszám | Pont      | Hely.     | Pont      | Hely.     | Pont      | Hely.     | Pont      | Hely.     | Pont      | Hely.     | Pont    | Hely.   | Pont    | Hely.   | Pont     | Hely.    | Pont    | Hely.   | Pont     | Hely.    | Helyezés |
| ------------- | ----------- | --------- | --------- | --------- | --------- | --------- | --------- | --------- | --------- | --------- | --------- | ------- | ------- | ------- | ------- | -------- | -------- | ------- | ------- | -------- | -------- | -------- |
| Minagava Kaho | Egyéni      | 16,666    | 22.       | 17,341    | 14.       | 17,500    | 11.       | 17,016    | 14.       | 68,523    | 16.       | kiesett | kiesett | kiesett | kiesett | kiesett  | kiesett  | kiesett | kiesett | kiesett  | kiesett  | 16.      |

| Versenyző                                                                   | Versenyszám | Selejtező | Selejtező | Selejtező              | Selejtező              | Selejtező | Selejtező | Döntő    | Döntő    | Döntő                  | Döntő                  | Döntő    | Döntő    | Helyezés |
| Versenyző                                                                   | Versenyszám | 5 szalag  | 5 szalag  | 3 buzogány és 2 karika | 3 buzogány és 2 karika | Összesen  | Összesen  | 5 szalag | 5 szalag | 3 buzogány és 2 karika | 3 buzogány és 2 karika | Összesen | Összesen | Helyezés |
| Versenyző                                                                   | Versenyszám | Pont      | Hely.     | Pont                   | Hely.                  | Pont      | Hely.     | Pont     | Hely.    | Pont                   | Hely.                  | Pont     | Hely.    | Helyezés |
| --------------------------------------------------------------------------- | ----------- | --------- | --------- | ---------------------- | ---------------------- | --------- | --------- | -------- | -------- | ---------------------- | ---------------------- | -------- | -------- | -------- |
| Hatakejama Airi Jokota Kiko Macubara Rie Nositani Szakura Szugimoto Szajuri | Csapat      | 17,416    | 6.        | 17,733                 | 4.                     | 35,149    | 5.        | 16,550   | 8.       | 17,650                 | 6.                     | 34,200   | 8.       | 8.       |

### Trambulin
| Versenyző      | Versenyszám | Selejtező | Selejtező | Döntő    | Döntő    |
| Versenyző      | Versenyszám | Pontszám  | Helyezés  | Pontszám | Helyezés |
| -------------- | ----------- | --------- | --------- | -------- | -------- |
| Itó Maszaki    | Férfi       | 108,465   | 6.        | 58,800   | 6.       |
| Munetomo Ginga | Férfi       | 108,190   | 7.        | 59,535   | 4.       |
| Nakano Rana    | Női         | 96,775    | 13.       | kiesett  | kiesett  |

## Triatlon
| Versenyző       | Versenyszám | 1,5 km úszás | Depózás 1 | 40 km kerékpározás | Depózás 2 | 10 km futás | Összesítés | Összesítés |
| Versenyző       | Versenyszám | Idő          | Idő       | Idő                | Idő       | Idő         | Idő        | Helyezés   |
| --------------- | ----------- | ------------ | --------- | ------------------ | --------- | ----------- | ---------- | ---------- |
| Tajama Hirokacu | Férfi       | 17:34        | 0:47      | lekörözték         | kiesett   | kiesett     | kiesett    | kiesett    |
| Kató Jurie      | Női         | 20:06        | 0:56      | 1:07:13            | 0:42      | 38:53       | 2:07:50    | 46.        |
| Ueda Ai         | Női         | 21:10        | 0:57      | 1:04:50            | 0:37      | 36:03       | 2:03:37    | 39.        |
| Szató Juka      | Női         | 19:08        | 0:58      | 1:01:24            | 0:38      | 37:53       | 2:00:01    | 15.        |

## Úszás
Férfi
| Versenyző                                                      | Versenyszám      | Előfutam | Előfutam | Előfutam | Elődöntő | Elődöntő | Elődöntő | Döntő     | Döntő    |
| Versenyző                                                      | Versenyszám      | Idő      | Hely.    | Össz.    | Idő      | Hely.    | Össz.    | Idő       | Helyezés |
| -------------------------------------------------------------- | ---------------- | -------- | -------- | -------- | -------- | -------- | -------- | --------- | -------- |
| Nakamura Kacumi                                                | 50 m gyors       | 22,13    | 7.       | 18.      | kiesett  | kiesett  | kiesett  | kiesett   | kiesett  |
| Nakamura Kacumi                                                | 100 m gyors      | 48,61    | 7.       | 17.      | kiesett  | kiesett  | kiesett  | kiesett   | kiesett  |
| Sioura Sinri                                                   | 100 m gyors      | 48,94    | 7.       | 27.      | kiesett  | kiesett  | kiesett  | kiesett   | kiesett  |
| Sioura Sinri                                                   | 50 m gyors       | 22,01    | 5.       | 14.*     | 22,18    | 8.       | 16.      | kiesett   | kiesett  |
| Ehara Naito                                                    | 400 m gyors      | 3:50,61  | 8.       | 31.      |          |          |          | kiesett   | kiesett  |
| Hagino Kószuke                                                 | 200 m gyors      | 1:46,19  | 3.       | 7.       | 1:45,45  | 2.       | 2.       | 1:45,90   | 7.       |
| Hagino Kószuke                                                 | 400 m vegyes     | 4:10,00  | 1.       | 3.       |          |          |          | 4:06,05   |          |
| Hagino Kószuke                                                 | 200 m vegyes     | 1:58,79  | 1.       | 6.       | 1:57,38  | 1.       | 4.       | 1:56,61   |          |
| Fudzsimori Hiromasza                                           | 200 m vegyes     | 1:58,88  | 3.       | 7.       | 1:58,20  | 5.       | 7.       | 1:57,21   | 4.       |
| Szeto Daija                                                    | 400 m vegyes     | 4:08,47  | 2.       | 2.       |          |          |          | 4:09,71   |          |
| Szeto Daija                                                    | 200 m pillangó   | 1:55,79  | 4.       | 8.       | 1:55,28  | 2.       | 5.       | 1:54,82   | 5.       |
| Szakai Maszato                                                 | 200 m pillangó   | 1:55,76  | 2.       | 6.       | 1:55,32  | 3.       | 6.       | 1:53,40   |          |
| Fudzsii Takuró                                                 | 100 m pillangó   | 52,36    | 6.       | 20.      | kiesett  | kiesett  | kiesett  | kiesett   | kiesett  |
| Haszegava Dzsunja                                              | 100 m hát        | 54,17    | 7.       | 19.      | kiesett  | kiesett  | kiesett  | kiesett   | kiesett  |
| Irie Rjószuke                                                  | 100 m hát        | 53,49    | 4.       | 8.       | 53,21    | 4.       | 7.       | 53,42     | 7.       |
| Irie Rjószuke                                                  | 200 m hát        | 1:56,61  | 3.       | 8.       | 1:56,31  | 3.       | 7.       | 1:56,36   | 8.       |
| Kaneko Maszaki                                                 | 200 m hát        | 1:57,19  | 5.       | 13.      | 1:56,78  | 6.       | 11.      | kiesett   | kiesett  |
| Koszeki Jaszuhiro                                              | 100 m mell       | 58,91    | 1.       | 2.       | 59,23    | 1.       | 4.       | 59,37     | 6.       |
| Koszeki Jaszuhiro                                              | 200 m mell       | 2:08,61  | 1.       | 2.       | 2:07,91  | 3.       | 4.       | 2:07,80   | 5.       |
| Vatanabe Ippei                                                 | 200 m mell       | 2:09,63  | 4.       | 8.       | 2:07,22  | 1.       | 1.       | 2:07,87   | 6.       |
| Vatanabe Ippei                                                 | 100 m mell       | 1:00,33  | 4.       | 18.      | kiesett  | kiesett  | kiesett  | kiesett   | kiesett  |
| Katsumi Nakamura Sioura Sinri Kobasze Kendzsi Koga Dzsunja     | 4 × 100 m gyors  | 3:14,17  | 3.       | 8.       |          |          |          | 3:14,48   | 8.       |
| Hagino Kószuke Ehara Naito Kobori Júki Macuda Takesi           | 4 × 200 m gyors  | 7:07,68  | 4.       | 5.       |          |          |          | 7:03,50   |          |
| Irie Rjószuke Koszeki Jaszuhiro Fudzsii Takuró Nakamura Kacumi | 4 × 100 m vegyes | 3:32,33  | 2.       | 3.       |          |          |          | 3:31,97   | 5.       |
| Hirai Jaszunari                                                | 10 km nyílt vízi |          |          |          |          |          |          | 1:53:04,6 | 8.       |

Női
| Versenyző                                                | Versenyszám      | Előfutam | Előfutam | Előfutam | Elődöntő | Elődöntő | Elődöntő | Döntő     | Döntő    |
| Versenyző                                                | Versenyszám      | Idő      | Hely.    | Össz.    | Idő      | Hely.    | Össz.    | Idő       | Helyezés |
| -------------------------------------------------------- | ---------------- | -------- | -------- | -------- | -------- | -------- | -------- | --------- | -------- |
| Macumoto Jajoi                                           | 50 m gyors       | 25,73    | 7.       | 43.      | kiesett  | kiesett  | kiesett  | kiesett   | kiesett  |
| Ikee Rikako                                              | 50 m gyors       | 25,45    | 7.       | 36.      | kiesett  | kiesett  | kiesett  | kiesett   | kiesett  |
| Ikee Rikako                                              | 100 m gyors      | 54,50    | 6.*      | 16.*     | 54,31    | 7.       | 12.      | kiesett   | kiesett  |
| Ikee Rikako                                              | 200 m gyors      | 1:58,49  | 6.       | 21.      | kiesett  | kiesett  | kiesett  | kiesett   | kiesett  |
| Ikee Rikako                                              | 100 m pillangó   | 57,27    | 5.       | 8.       | 57,05    | 1.       | 3.       | 56,86     | 5.       |
| Hosi Nacumi                                              | 100 m pillangó   | 58,15    | 2.       | 14.*     | 58,03    | 6.       | 10.      | kiesett   | kiesett  |
| Hosi Nacumi                                              | 200 m pillangó   | 2:07,37  | 2.       | 7.       | 2:06,74  | 3.       | 4.       | 2:05,20   |          |
| Haszegava Szuzuka                                        | 200 m pillangó   | 2:07,35  | 1.       | 6.       | 2:07,33  | 5.       | 9.       | kiesett   | kiesett  |
| Ucsida Miki                                              | 100 m gyors      | 54,50    | 6.*      | 16.*     | 54,39    | 6.       | 14.      | kiesett   | kiesett  |
| Igarasi Csihiro                                          | 200 m gyors      | 1:57,88  | 7.       | 17.      | kiesett  | kiesett  | kiesett  | kiesett   | kiesett  |
| Igarasi Csihiro                                          | 400 m gyors      | 4:07,52  | 1.       | 12.      |          |          |          | kiesett   | kiesett  |
| Szakai Nacumi                                            | 100 m hát        | 1:01,74  | 8.       | 26.      | kiesett  | kiesett  | kiesett  | kiesett   | kiesett  |
| Szakai Nacumi                                            | 200 m hát        | 2:13,99  | 8.       | 26.      | kiesett  | kiesett  | kiesett  | kiesett   | kiesett  |
| Szuzuki Szatomi                                          | 100 m mell       | 1:06,99  | 5.       | 13.      | 1:07,18  | 7.       | 12.      | kiesett   | kiesett  |
| Vatanabe Kanako                                          | 100 m mell       | 1:07,22  | 5.       | 16.      | 1:07,43  | 7.       | 15.      | kiesett   | kiesett  |
| Vatanabe Kanako                                          | 200 m mell       | 2:24,77  | 4.       | 13.      | 2:25,10  | 8.       | 13.      | kiesett   | kiesett  |
| Kanetó Rie                                               | 200 m mell       | 2:22,86  | 1.       | 2.       | 2:22,11  | 1.       | 2.       | 2:20,30   |          |
| Imai Runa                                                | 200 m vegyes     | 2:11,78  | 4.       | 11.      | 2:12,53  | 7.       | 15.      | kiesett   | kiesett  |
| Teramura Miho                                            | 200 m vegyes     | 2:10,34  | 3.       | 5.       | 2:11,03  | 4.       | 9.       | kiesett   | kiesett  |
| Simizu Szakiko                                           | 400 m vegyes     | 4:34,66  | 5.       | 7.       |          |          |          | 4:38,06   | 8.       |
| Takahasi Miho                                            | 400 m vegyes     | 4:37,33  | 4.*      | 10.*     |          |          |          | kiesett   | kiesett  |
| Ucsida Miki Rikako Ikee Jamagucsi Miszaki Macumoto Jajoi | 4 × 100 m gyors  | 3:36,74  | 4.       | 7.       |          |          |          | 3:37,78   | 8.       |
| Igarasi Csihiro Mocsida Szacsi Aoki Tomomi Ikee Rikako   | 4 × 200 m gyors  | 7:52,50  | 4.       | 7.       |          |          |          | 7:56,76   | 8.       |
| Szakai Nacumi Szuzuki Szatomi Ikee Rikako Ucsida Miki    | 4 × 100 m vegyes | 3:59,82  | 5.       | 10.      |          |          |          | kiesett   | kiesett  |
| Kida Jumi                                                | 10 km nyílt vízi |          |          |          |          |          |          | 1:57:35,2 | 12.      |

* - egy másik versenyzővel azonos időt ért el

## Vitorlázás
Férfi
| Versenyző                     | Versenyszám     | Futam | Futam | Futam | Futam | Futam | Futam | Futam | Futam | Futam | Futam | Futam | Futam | Futam   | Pontszám | Helyezés |
| Versenyző                     | Versenyszám     | 1     | 2     | 3     | 4     | 5     | 6     | 7     | 8     | 9     | 10    | 11    | 12    | É       | Pontszám | Helyezés |
| ----------------------------- | --------------- | ----- | ----- | ----- | ----- | ----- | ----- | ----- | ----- | ----- | ----- | ----- | ----- | ------- | -------- | -------- |
| Tomizava Makoto               | Szörfvitorlázás | 10    | 8     | 18    | 19    | 13    | (22)  | 7     | 14    | 18    | 15    | 14    | 2     | kiesett | 138      | 15.      |
| Doi Kazuto Imamura Kimihiko   | 470-es osztály  | 15    | 21    | 16    | 16    | 15    | 16    | (22)  | 12    | 7     | 17    |       |       | kiesett | 135      | 17.      |
| Makino Jukio Takahasi Kendzsi | 49er osztály    | 3     | 15    | 17    | 8     | 8     | 2     | 19    | 12    | 17    | 15    | 16    | (20)  | kiesett | 132      | 18.      |

Női
| Versenyző                   | Versenyszám     | Futam | Futam | Futam | Futam | Futam | Futam | Futam | Futam | Futam | Futam | Futam | Futam | Futam   | Pontszám | Helyezés |
| Versenyző                   | Versenyszám     | 1     | 2     | 3     | 4     | 5     | 6     | 7     | 8     | 9     | 10    | 11    | 12    | É       | Pontszám | Helyezés |
| --------------------------- | --------------- | ----- | ----- | ----- | ----- | ----- | ----- | ----- | ----- | ----- | ----- | ----- | ----- | ------- | -------- | -------- |
| Iszeda Megumi               | Szörfvitorlázás | 23    | 22    | 19    | 22    | 16    | 14    | (27)  | 13    | 19    | 13    | 18    | 20    | kiesett | 198      | 20.      |
| Doi Manami                  | Laser radial    | 21    | 14    | 18    | (24)  | 24    | 23    | 2     | 1     | 15    | 21    |       |       | kiesett | 139      | 20.      |
| Kondó Ai Josioka Miho       | 470-es osztály  | 1     | 4     | 3     | 7     | (19)  | 9     | 12    | 4     | 11    | 1     |       |       | 14      | 66       | 5.       |
| Mijagava Keiko Takano Szena | 49erFX osztály  | (21)  | 15    | 20    | 19    | 18    | 20    | 20    | 19    | 21    | 19    | 19    | 20    | kiesett | 210      | 20.      |

## Vívás
Férfi
| Versenyző        | Versenyszám       | Selejtező         | 32-es főtábla                 | Nyolcaddöntő                 | Negyeddöntő                   | Elődöntő          | Bronz- mérkőzés   | Döntő             | Helyezés |
| Versenyző        | Versenyszám       | Ellenfél Eredmény | Ellenfél Eredmény             | Ellenfél Eredmény            | Ellenfél Eredmény             | Ellenfél Eredmény | Ellenfél Eredmény | Ellenfél Eredmény | Helyezés |
| ---------------- | ----------------- | ----------------- | ----------------------------- | ---------------------------- | ----------------------------- | ----------------- | ----------------- | ----------------- | -------- |
| Óta Júki         | Tőr, egyéni       | erőnyerő          | Guilherme Toldo (BRA) · 13-15 | kiesett                      | kiesett                       | kiesett           | kiesett           | kiesett           | 17.      |
| Minobe Kazujaszu | Párbajtőr, egyéni | erőnyerő          | Marco Fichera (ITA) · 15-8    | Anton Avgyejev (RUS) · 15-12 | Gauthier Grumier (FRA) · 8-15 | kiesett           | kiesett           | kiesett           | 6.       |
| Tokunan Kenta    | Kard, egyéni      |                   | Vincent Anstett (FRA) · 13-15 | kiesett                      | kiesett                       | kiesett           | kiesett           | kiesett           | 28.      |

Női
| Versenyző    | Versenyszám       | Selejtező                     | 32-es főtábla                   | Nyolcaddöntő                | Negyeddöntő              | Elődöntő          | Bronz- mérkőzés   | Döntő             | Helyezés |
| Versenyző    | Versenyszám       | Ellenfél Eredmény             | Ellenfél Eredmény               | Ellenfél Eredmény           | Ellenfél Eredmény        | Ellenfél Eredmény | Ellenfél Eredmény | Ellenfél Eredmény | Helyezés |
| ------------ | ----------------- | ----------------------------- | ------------------------------- | --------------------------- | ------------------------ | ----------------- | ----------------- | ----------------- | -------- |
| Nisioka Siho | Tőr, egyéni       | erőnyerő                      | Nam Hjonhi (KOR) · 15-12        | Ínesz Búbakri (TUN) · 10-15 | kiesett                  | kiesett           | kiesett           | kiesett           | 16.      |
| Szató Nozomi | Párbajtőr, egyéni | Alejandra Terán (MEX) · 15-12 | Tatyjana Logunova (RUS) · 15-14 | Jana Semjakina (UKR) · 11-8 | Szász Emese (HUN) · 4-15 | kiesett           | kiesett           | kiesett           | 8.       |
| Aoki Csika   | Kard, egyéni      | Eileen Grench (PAN) · 5-15    | kiesett                         | kiesett                     | kiesett                  | kiesett           | kiesett           | kiesett           | 35.      |

## Vízilabda

### Férfi
| Japán férfi vízilabdacsapat-játékoskeret                                               | Japán férfi vízilabdacsapat-játékoskeret                                                       |
| -------------------------------------------------------------------------------------- | ---------------------------------------------------------------------------------------------- |
| - Adacsi Szeija - Arai Acusi - Hazui Sóta - Iida Acuto - Janasze Akira - Jaszuda Kenja | - Kadono Júki - Ókava Keigo - Siga Micuaki - Simizu Júszuke - Takei Kódzsi - Tanamura Kacujuki |

#### Eredmények
Csoportkör
A csoport
| Hely. | Csapat             | M | Gy | D | V | G+ | G– | Gk  | P | Továbbjutás |
| ----- | ------------------ | - | -- | - | - | -- | -- | --- | - | ----------- |
| 1.    | Magyarország (HUN) | 5 | 2  | 3 | 0 | 57 | 43 | +14 | 7 | Negyeddöntő |
| 2.    | Görögország (GRE)  | 5 | 2  | 2 | 1 | 41 | 40 | +1  | 6 | Negyeddöntő |
| 3.    | Brazília (BRA) (R) | 5 | 3  | 0 | 2 | 40 | 39 | +1  | 6 | Negyeddöntő |
| 4.    | Szerbia (SRB)      | 5 | 2  | 2 | 1 | 49 | 44 | +5  | 6 | Negyeddöntő |
| 5.    | Ausztrália (AUS)   | 5 | 2  | 1 | 2 | 44 | 40 | +4  | 5 |             |
| 6.    | Japán (JPN)        | 5 | 0  | 0 | 5 | 36 | 61 | −25 | 0 |             |

| 2016. augusztus 6. 13:00 (18:00) | Görögország (GRE)    | 8–7         | Japán (JPN)     | Maria Lenk Aquatic Center, Rio de Janeiro Játékvezetők: Szergej Naumov (RUS), Stanko Ivanovski (MNE) |
| 2016. augusztus 6. 13:00 (18:00) | (2–0, 2–3, 0–4, 4–0) |             |                 | Maria Lenk Aquatic Center, Rio de Janeiro Játékvezetők: Szergej Naumov (RUS), Stanko Ivanovski (MNE) |
| 2016. augusztus 6. 13:00 (18:00) | Vlahópulosz 3        | Jegyzőkönyv | három játékos 2 | Maria Lenk Aquatic Center, Rio de Janeiro Játékvezetők: Szergej Naumov (RUS), Stanko Ivanovski (MNE) |

| 2016. augusztus 8. 19:30 (0:30) | Japán (JPN)          | 8–16        | Brazília (BRA) | Maria Lenk Aquatic Center, Rio de Janeiro Játékvezetők: Nenad Peris (CRO), Francesc Buch (ESP) |
| 2016. augusztus 8. 19:30 (0:30) | (2–5, 1–3, 4–4, 1–4) |             |                | Maria Lenk Aquatic Center, Rio de Janeiro Játékvezetők: Nenad Peris (CRO), Francesc Buch (ESP) |
| 2016. augusztus 8. 19:30 (0:30) | három játékos 2      | Jegyzőkönyv | Vrlić 5        | Maria Lenk Aquatic Center, Rio de Janeiro Játékvezetők: Nenad Peris (CRO), Francesc Buch (ESP) |

| 2016. augusztus 10. 9:00 (14:00) | Ausztrália (AUS)     | 8–6         | Japán (JPN)    | Maria Lenk Aquatic Center, Rio de Janeiro Játékvezetők: Francesc Buch (ESP), Joseph Peila (USA) |
| 2016. augusztus 10. 9:00 (14:00) | (1–2, 2–1, 3–2, 2–1) |             |                | Maria Lenk Aquatic Center, Rio de Janeiro Játékvezetők: Francesc Buch (ESP), Joseph Peila (USA) |
| 2016. augusztus 10. 9:00 (14:00) | Kayes 3              | Jegyzőkönyv | Ókava, Takei 2 | Maria Lenk Aquatic Center, Rio de Janeiro Játékvezetők: Francesc Buch (ESP), Joseph Peila (USA) |

| 2016. augusztus 12. 9:00 (14:00) | Magyarország (HUN)   | 17–7        | Japán (JPN) | Maria Lenk Aquatic Center, Rio de Janeiro Játékvezetők: Stanko Ivanovski (MNE), Masoud Rezvani (IRI) |
| 2016. augusztus 12. 9:00 (14:00) | (5–1, 6–2, 2–2, 4–2) |             |             | Maria Lenk Aquatic Center, Rio de Janeiro Játékvezetők: Stanko Ivanovski (MNE), Masoud Rezvani (IRI) |
| 2016. augusztus 12. 9:00 (14:00) | Kis 5                | Jegyzőkönyv | Takei 3     | Maria Lenk Aquatic Center, Rio de Janeiro Játékvezetők: Stanko Ivanovski (MNE), Masoud Rezvani (IRI) |

| 2016. augusztus 14. 19:30 (0:30) | Szerbia (SRB)        | 12–8        | Japán (JPN) | Olympic Aquatics Stadium, Rio de Janeiro Játékvezetők: Nenad Peris (CRO), Benjamin Mercier (FRA) |
| 2016. augusztus 14. 19:30 (0:30) | (2–5, 3–0, 4–2, 3–1) |             |             | Olympic Aquatics Stadium, Rio de Janeiro Játékvezetők: Nenad Peris (CRO), Benjamin Mercier (FRA) |
| 2016. augusztus 14. 19:30 (0:30) | Filipović 6          | Jegyzőkönyv | Takei 5     | Olympic Aquatics Stadium, Rio de Janeiro Játékvezetők: Nenad Peris (CRO), Benjamin Mercier (FRA) |

| Csapat      | Helyezés |
| ----------- | -------- |
| Japán (JPN) | 12.      |